# STS-134
STS-134 — космический полёт MTKK «Индевор» по программе «Спейс Шаттл». Продолжение сборки Международной космической станции. 36-й полёт шаттла к МКС. Это последний полёт шаттла «Индевор» и предпоследний полёт шаттла по программе «Спейс Шаттл».

## Экипаж
- Марк Келли (англ. Mark Edward Kelly) (4-й космический полёт), командир экипажа
- Грегори Джонсон (англ. Gregory H. Johnson) (2), пилот
- Эндрю Фьюстел (англ. Andrew J. Feustel) (2), специалист полёта
- Майкл Финк (англ. Edward Michael Fincke) (3), специалист полёта
- Грегори Шамитофф (англ. Gregory Errol Chamitoff) (2), специалист полёта
- Роберто Виттори (итал. Roberto Vittori) (Италия), (3), специалист полёта

## Выходы в открытый космос
Во время полёта было осуществлено четыре выхода в открытый космос.
- Выход 1 — Фьюстел и Шамитофф
- Цели: снятие экспериментальных образцов, установка новых образцов, установка переходников на трубопроводах охладителя и установка коммуникационных антенн.
- Начало: 20 мая 2011 — 7:10 UTC
- Окончание: 20 мая 2011 — 13:29 UTC
- Продолжительность: 6 часов 19 минут

Это 156-й выход в космос связанный с МКС.
- Выход 2 —  Фьюстел и Финк
- Цели: Перекачка аммиака в радиатор системы охлаждения, обслуживание механизмов вращения панели солнечных батарей.
- Начало: 22 мая 2011 — 6:05 UTC
- Окончание: 22 мая 2011 — 14:12 UTC
- Продолжительность: 8 часов 7 минут.

Это 157-й выход в космос связанный с МКС.
Это 5-й выход в космос для Фьюстела и 7-й выход для Финка.
- Выход 3 —  Фьюстел и Финк
- Цели: Подключение кабелей к антеннам беспроводной связи, установка коннектора на модуле «Заря».
- Начало: 25 мая 2011 — 5:43 UTC
- Окончание: 25 мая 2011 — 12:37 UTC
- Продолжительность: 6 часов 54 минуты.

Это 158-й выход в космос связанный с МКС.
Это 6-й выход в космос для Фьюстела и 8-й выход для Финка.
- Выход 4 — Финк и Шамитофф
- Цели: Переноска и установка удлинителя манипулятора шаттла на ферменной конструкции станции.
- Начало: 27 мая 2011 — 4:15 UTC
- Окончание: 27 мая 2011 — 11:39 UTC
- Продолжительность: 7 часов 24 минуты.

Это 159-й выход в космос связанный с МКС.
Это 9-й выход в космос для Финка и 2-й выход для Шамитоффа.
Общее время четырёх выходов в открытый космос составило 28 часов 44 минуты.

## Цель

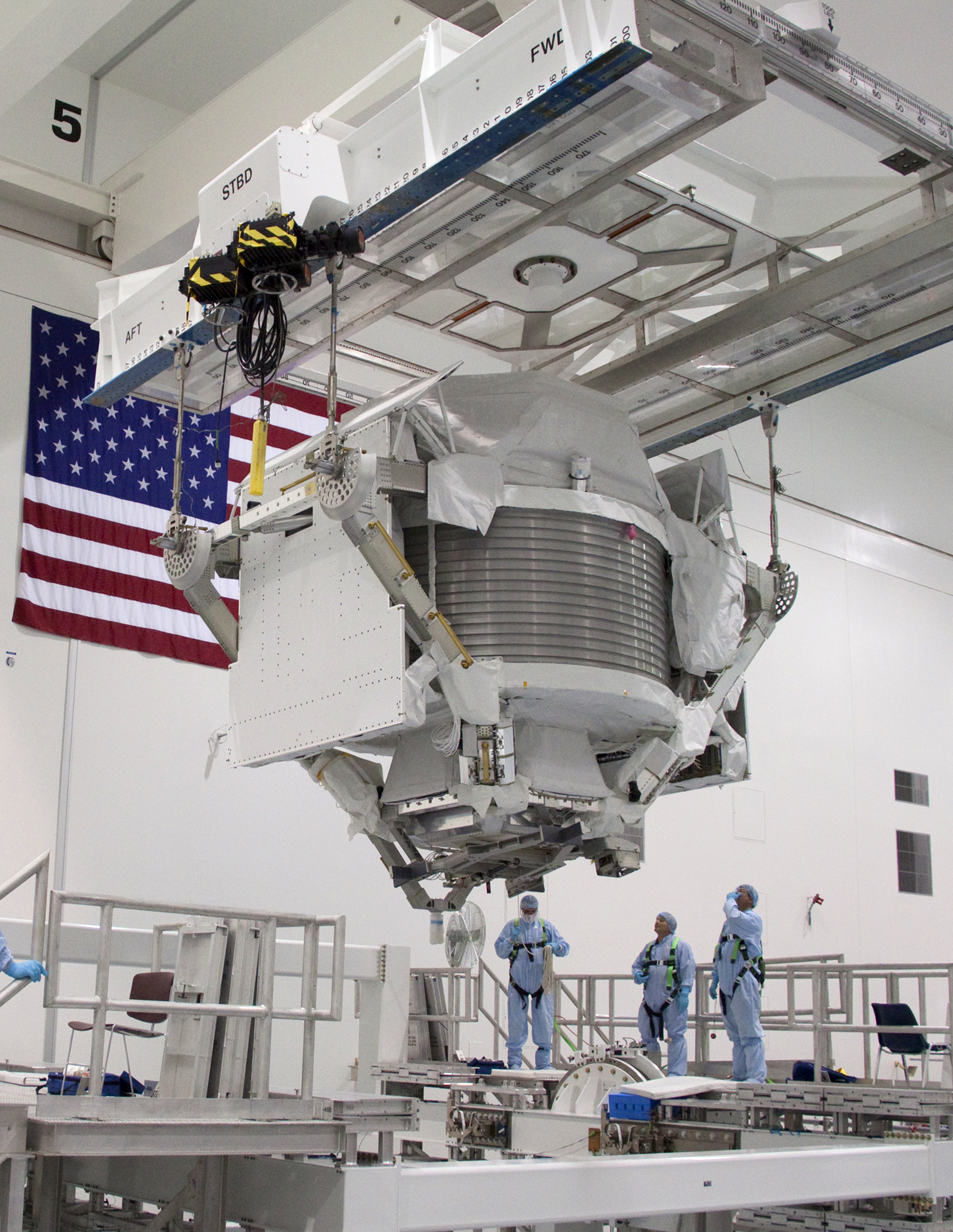
Подготовка Магнитного альфа-спектрометра к полёту

Доставка на Международную космическую станцию и установка Магнитного альфа-спектрометра (Alpha Magnetic Spectrometer, AMS). Магнитный альфа-спектрометр будет установлен на ферменной конструкции станции. Он предназначен для исследования элементарных частиц космического излучения, с целью проверки фундаментальных гипотез строения материи и происхождения вселенной.
В грузовом отсеке шаттла установлена транспортная платформа (Express Logistics Carrier 3, ELC-3), на которой установлены комплект экспериментальных материалов 8 (Materials on International Space Station Experiment 8, MISSE 8), морозильная камера (GLACIER freezer), дополнительное оборудование для робота Декстр, две антенны S диапазона, баллон с газом высокого давления, запасной бак с аммиаком и тестовое оборудование для системы стыковки «Орион».
В грузовом отсеке «Индевора» находятся также четыре комплекта приборов министерства обороны США: MAUI, SEITI, RAMBO-2 и SIMPLEX.
На землю будут возвращён комплект экспериментальных материалов 7 (Materials on International Space Station Experiment 7, MISSE 7), который был доставлен на станцию шаттлом «Атлантис» STS-129 в ноябре 2009 года.

## Подготовка к полёту

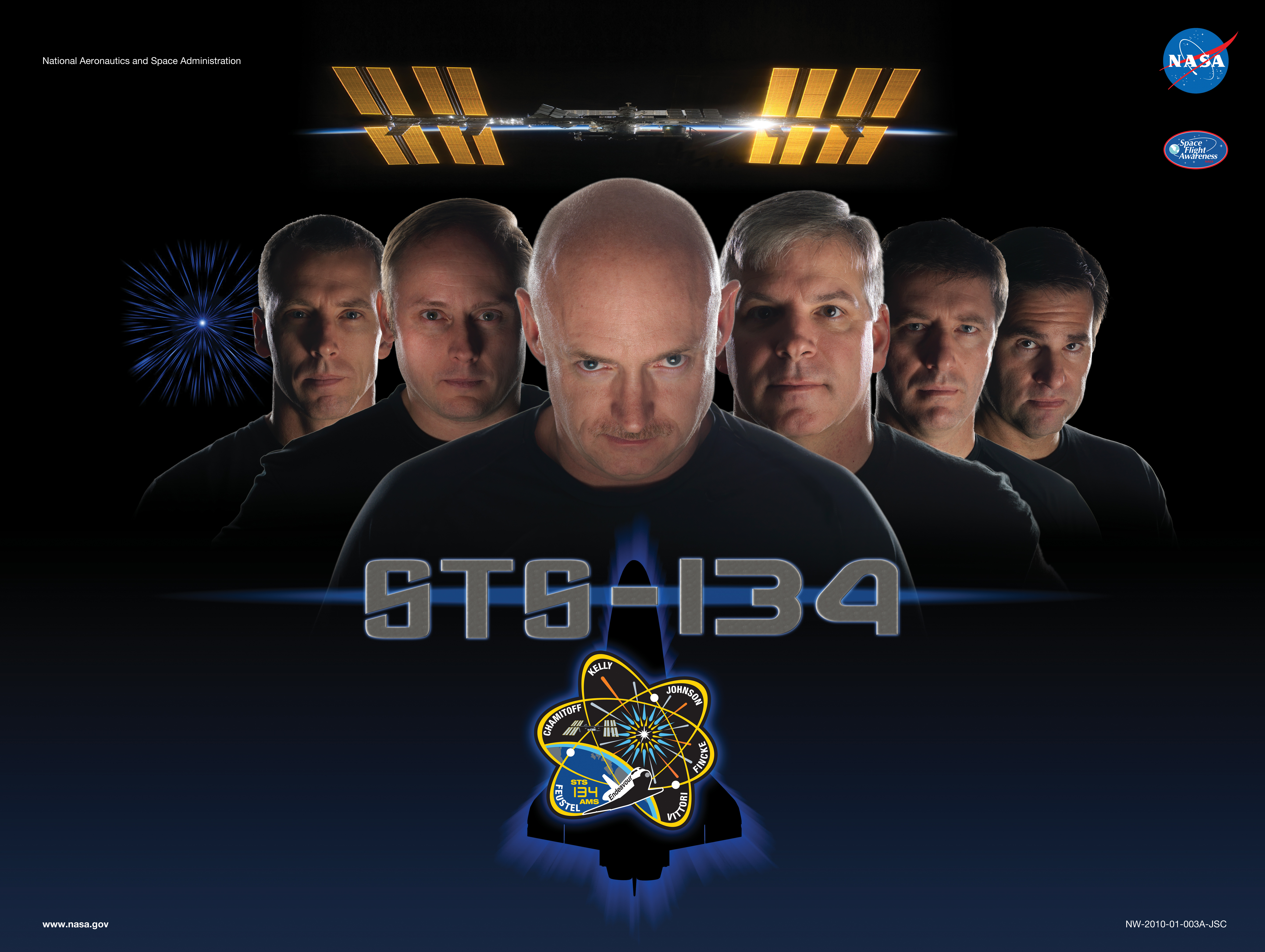
Плакат миссии, созданный на основе постера к фильму Star Trek

### 2009 год
11 августа 2009 года был назван экипаж миссии «Индевор» STS-134. Командиром корабля назван Марк Келли, пилотом — Грегори Джонсон, специалисты полёта — Майкл Финк, Грегори Шамитофф, Эндрю Фьюстел и астронавт из Италии Роберто Виттори. Марк Келли совершил три космических полёта (STS-108, STS-121 и STS-124). Грегори Джонсон совершил полёт в 2008 году на шаттле STS-123. Эндрю Фьюстел совершил свой первый полёт в мае 2009 года на шаттле STS-125.
Грегори Шамитофф — участник 17-й экспедиции МКС. Майкл Финк был участником двух экспедиций МКС (9 и 18). Оба раза он летал на российских кораблях «Союз» («Союз ТМА-4», «Союз ТМА-13»). Финк впервые отправляется в космос на шаттле. Итальянский астронавт Роберто Виттори также дважды летал в космос на российских «Союзах» («Союз ТМ-34», «Союз ТМА-6»). Также как и Финк он впервые отправляется в космос на шаттле.
Перед этим полётом суммарное время пребывания в космосе Майкла Финка составляло 373 суток 23 часа 19 минут. Это было третье время среди американских астронавтов. Наибольшее суммарное время пребывания в космосе было у Пегги Уитсон — 376 суток 17 часов 22 минуты. Второе время было у Майкла Фоула — 373 суток 23 часа 19 минут. После этого полёта Майкл Финк перемещается на первое место — более 387 суток.

### 2010 год
26 апреля 2010 года старт «Индевора» STS-134 перенесён на середину ноября. Основной задачей миссии является доставка и установка на МКС Магнитного альфа-спектрометра. Именно из-за неготовности Магнитного альфа-спектрометра, НАСА вынуждено было перенести старт «Индевора» на ноябрь. По новому графику Магнитный альфа-спектрометр должен быть доставлен в Космический центр имени Кеннеди для непосредственной подготовки к полёту в августе 2010 года. Первоначально старт «Индевора» был запланирован на 29 июля в 11 часов 51 минут по Гринвичу, это был бы предпоследний полёт по программе Спейс Шаттл. Последним полётом должен был быть полёт «Дискавери» STS-133, старт которого назначен на 16 сентября 2010 года. По новому графику последним полётом по программе Спейс Шаттл становится полёт «Индевор» STS-134. Благоприятное для старта «Индевора» окно — с 8 по 25 ноября. В это время могут возникнуть проблемы с наложением стартов к МКС. На 26 ноября назначено отбытие трёх членов экипажа МКС на корабле «Союз ТМА-19», а на 10 декабря назначен старт следующего экипажа. Следующие окна для старта «Индевора»: с 15 декабря и с 4 января по 20 января 2011 года. Решение о дате старта «Индевора» будет принято летом, в зависимости от готовности альфа-спектрометра.
1 июля 2010 года старт миссии «Индевор» STS-134 перенесён с 26 ноября 2010 года на 26 февраля 2011 года в 21 час 19 минут. Перенос старта связан с увеличением времени на подготовку к полёту магнитного спектрометра, который должен быть установлен на МКС.
1 октября 2010 года старт шаттла «Индевор» STS-134, который планировался на 26 февраля 2011 года в 21 час 19 минут по Гринвичу, перенесён на 27 февраля 2011 года в 20 час 38 минут. Перенос старта шаттла вызван, в свою очередь, переносом запуска второго европейского грузового корабля «Иоганн Кеплер». Запуск корабля «Иоганн Кеплер» планировался на декабрь 2010 года, но компания Арианспейс, которая осуществляет запуски с космодрома Куру, отдала предпочтение запуску в декабре 2010 года коммерческого спутника, и перенесла старт корабля «Иоганн Кеплер» на 15 февраля 2011 года. Согласно плану полёта корабль «Иоганн Кеплер» должен приствковааться к МКС 26 февраля 2011 года. Поэтому, чтобы не случилось возможных коллизий, старт шаттла сдвинут на сутки вперёд. В соответствии с новым планом, «Индевор» должен пристыковаться к МКС 1 марта и вернуться на Землю 9 марта 2011 года.
3 декабря 2010 года старт шаттла «Индевор» STS-134, который планировался на 27 февраля в 20 часов 38 минут, переносится на 1 апреля 2011 года в 7 часов 16 минут по Гринвичу. Сдвиг старта вызван переносом старта шаттла «Дискавери» STS-133 с декабря 2010 года на 3 февраля 2011 года.
29 декабря 2010 года По состоянию на конец декабря 2010 года, шаттл «Индевор», предварительная дата старта которого с миссией STS-134 назначена на 1 апреля, должен быть перевезён из ангара в здание вертикальной сборки 8 февраля 2011 года, и на стартовую площадку — 17 февраля. Реализация этого плана зависит от успешности работ по подготовке и запуску шаттла «Дискавери» STS-133, который находится в здании вертикальной сборки, и старт которого назначен на 3 февраля 2011 года.

### 2011 год
6 января. Из-за продолжающегося ремонта внешнего топливного бака старт шаттла «Дискавери» STS-133 перенесён с 3 февраля на конец февраля. Это вызвало также перенос старта «Индевора» с первого апреля на (ориентировочно) 28 апреля. Точная дата старта будет названа 13 января на заседании руководства программой «Спейс шаттл» в космическом центре имени Джонсона в Хьюстоне.
8 января была тяжело ранена в голову член Конгресса США Габриэль Гиффордс — жена командира экипажа шаттла «Индевор» Марка Келли. Некий Джаред Лофнер открыл стрельбу на встрече с избирателями в торговом центре в Тусоне, штат Аризона. В результате покушения, по предварительным данным, шесть человек убито и двенадцать ранено. Габриэль Гиффордс, как и другие раненые, были доставлены в травматологический центр университета штата Аризона. Как сказал представитель центра Петер Рии (Peter Rhee), Гиффордс получила сквозное ранение в голову и, что после проведённой операции, есть надежда на выздоровление. Марк Келли сразу вылетел из Хьюстона, где он проходит подготовку к назначенному на апрель полёту «Индевор» STS-134, в Тусон. О ранении сенатора Гиффордс было также сообщено брату-близнецу Марка Келли — Скотту Келли, который в это время находился на МКС в качестве командира экипажа МКС-26.
13 января. Командир экипажа Марк Келли остаётся в Тусоне, чтобы быть рядом со своей тяжело раненой женой Габриэлой Гиффордс, состояние которой остаётся критическим. Чтобы не прерывать подготовку к предстоящему в апреле полёту, Марка Келли, со следующей недели (с 17 января), во время тренировочных занятий экипажа заменит астронавт Фредерик Стеркоу. Марк Келли считает правильным, что подготовка экипажа будет продолжена пока без него, и он надеется, вскоре вновь вернуться к предполётным тренировкам. Официально Келли остаётся командиром экипажа. Фредерик Стеркоу заменяет Келли пока только временно.
Менеджеры НАСА назначили новые дату и время старта «Индевора» — 19 апреля в 23 часа 48 минут 34 секунды (19:48:34 по времени космодрома), возвращение на землю — 3 мая в 18 часов 30 минут. Четыре выхода в открытый космос планируются на 23, 25, 27 и 29 апреля. Благоприятное для старта «Индевора» окно продлится с 19 апреля по 3 мая, за исключением периода с 23 по 29 апреля, так как на этот период запланированы отбытие от станции грузового корабля «Прогресс» и прибытие и стыковка следующего корабля «Прогресс». Следующее благоприятное для старта «Индевора» окно откроется в середине июня.

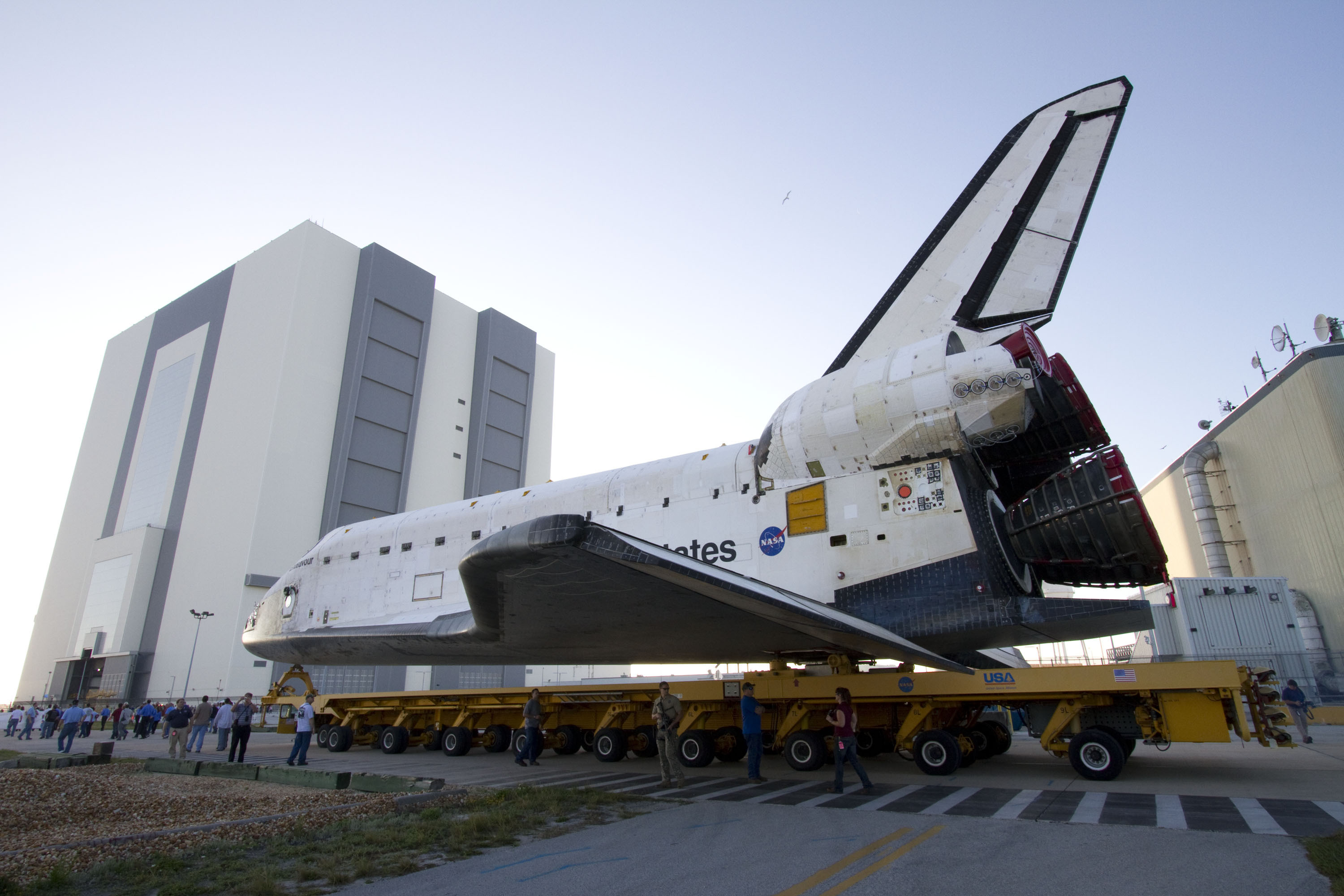
Перевозка «Индевора» в здание вертикальной сборки

4 февраля на пресс-конференции, которая состоялась в космическом центре имени Джонсона в Хьюстоне, командир экипажа «Индевора» Марк Келли объявил, что с понедельника, 7 февраля, он возобновляет подготовку к полёту. С 8 января Келли находился рядом со своей женой Габриэлой Гиффордс, которая в данный момент проходит реабилитацию в одной из клиник Хьюстона (TIRR Memorial Hermann hospital). Келли не сообщил подробности о состоянии Гиффордс, он сказал только, что она достаточно быстро идёт на поправку, что она всё ещё не говорит, но реагирует на обращения и окружение. Келли заявил, что его решение поддержали родители Гиффордс, её сестра и все члены семьи, и, что он уверен, что его жена поддержала бы его решение.
28 февраля шаттл «Индевор» был перевезён из ангара в здание вертикальной сборки, где он будет соединён с внешним топливным баком ЕТ-122 и твердотопливными ускорителями. Перевозка «Индевора» на стартовую площадку первоначально была намечена на 9 марта.

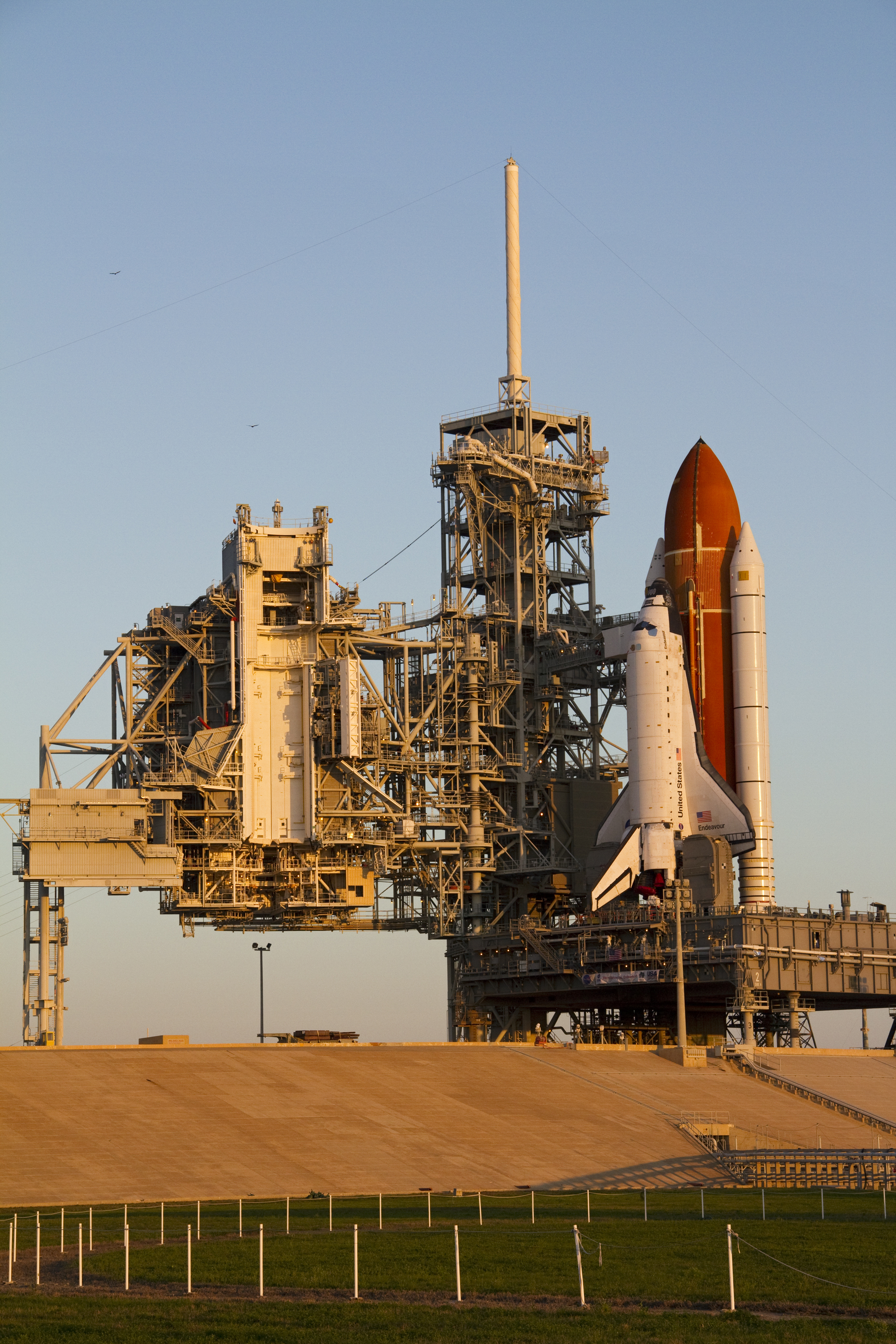
Шаттл «Индевор» на стартовой позиции

9 марта перевозка «Индевора» на стартовую площадку была перенесена на сутки и назначена на вечер 10 марта.
В ночь с 10 на 11 марта шаттл «Индевор» был вывезен на стартовую площадку 39А для непосредственной подготовки к старту, назначенному на 19 апреля. Из здания вертикальной сборки шаттл выехал в 0 часов 56 минут (11 марта) ночи по Гринвичу (19 часов 56 минут, 10 марта по времени космодрома на мысе Канаверал). Путь длиною 5,5 км (3,4 мили) шаттл преодолел почти за восемь часов, и в 8 часов 49 минут он был установлен на стартовой площадке.
14 марта на стартовой площадке 39А погиб Джеймс Вэновер (James D. Vanover), сотрудник компании United Space Alliance, которая готовит шаттл «Индевор» к старту. Джеймс Вэновер разбился, сорвавшись с большой высоты. Вэноверу было — 53 года. Инцидент случился в 7 часов 40 минут местного времени. В этот день, после трагедии, все работы на стартовой площадке были отменены. По сведениям AviationWeek и MailOnline Джеймс Вэновер совершил самоубийство. Вэновер работал в компании United Space Alliance с 1982 года. В связи с окончанием программы «Спейс шаттл» и отказом от программы «Созвездие», в компании United Space Alliance предстоят большие сокращения. Предположительно, причиной самоубийства Джеймса Вэновера стала боязнь стать безработным.
23 марта командир экипажа Марк Келли отказался от традиционной предполётной пресс-конференции. Свой отказ он обосновал тем, что он предвидит, что на этой пресс-конференции все вопросы сведутся к его личным, семейным делам, связанным с состоянием его жены Габриэлы Гиффордс, как это произошло 22 марта во время пресс-конференции его брата Скотта Келли, который предстал перед корреспондентами после возвращения с МКС.
24 марта Марк Келли принял участие в совместной пресс-конференции экипажа «Индевора». Касаясь своих личных дел, Келли сказал, что он надеется, что состояние его жены позволит ей присутствовать на космодроме и наблюдать старт «Индевора».
26 марта в грузовой отсек «Индевора» был помещён контейнер с полезной нагрузкой.
29 марта, для участия в предстартовой тренировке, в космический центр имени Кеннеди прибыл экипаж «Индевора». Астронавты прилетели из Хьюстона на самолётах Т-38. Предстартовая тренировка назначена на пятницу, 1 апреля.
30 марта в 21 час 20 минут над космодромом на мысе Канаверал прошёл шторм с градом, но он не нанёс каких-либо повреждений шаттлу. Небольшие повреждения от града получила оболочка внешнего топливного бака. Во время шторма скорость ветра достигала 79 узлов.
4 апреля старт «Индевора» перенесён на 29 апреля в 19 часов 47 минут по Гринвичу (15 часов 47 минут по времени космодрома мыса Канаверал). Перенос был обусловлен тем, что на 27 апреля назначен запуск к станции очередного грузового корабля «Прогресс». Стыковка «Прогресса» со станцией состоится 29 апреля. Если бы «Индевор» стартовал 19 апреля, как это ранее планировалось, то его совместный с МКС полёт продолжался бы до 1 мая. Чтобы избежать возможных коллизий, в то время, когда к станции пристыкован шаттл, приближение к станции и стыковка других кораблей не допускается. НАСА не удалось договориться с Роскосмосом о переноске старта «Прогресса» на более поздний срок. Невозможность переноса старта корабля «Прогресс» связана с доставкой на станцию научных экспериментов, которые зависят от времени. В соответствии с новой датой старта, план полёта предусматривает стыковку 1 мая, приземление 13 мая, а выходы в открытый космос состоятся 3, 5, 7 и 9 мая.
13 апреля предполагалось продлить полёт шаттла «Индевор» на одни сутки. Дополнительные сутки должны были быть добавлены после девятого дня. В этот дополнительный день астронавты должны были работать с системой удаления диоксида углерода на американском сегменте МКС и выполнять другие задания на МКС. 14 апреля было принято решение пока планировать полёт «Индевора» на четырнадцать суток с возможностью продления на одни или двое суток. Решение о продлении полёта будет приниматься уже после старта шаттла. В случае продления полёта «Индевора» на одни сутки, дата приземления будет перенесена с 13 на 14 мая, время приземления — 13 часов 51 минута по Гринвичу (9 часов 51 минута по времени восточного побережья США).
19 апреля Билл Герстенмайер (Bill Gerstenmaier), администратор по космическим операциям НАСА, официально объявил, что миссия «Индевор» STS-134 стартует 29 апреля в 19 часов 47 минут 49 секунд. Обратный предстартовый отсчёт начнётся 26 апреля в 18 часов. Благоприятное для старта «Индевора» окно будет открыто с 29 апреля по 4 мая. Следующее благоприятное окно будет открыто с 8 по 29 мая. На вопрос о наложении старта «Индевора» 29 апреля с днём свадьбы наследника английского престола, Герстенмайер ответил, что НАСА планирует старт, учитывая технические ограничения, а никак не свадебные. Резервная дата и время старта — суббота, 30 апреля, 19 часов 22 минуты.

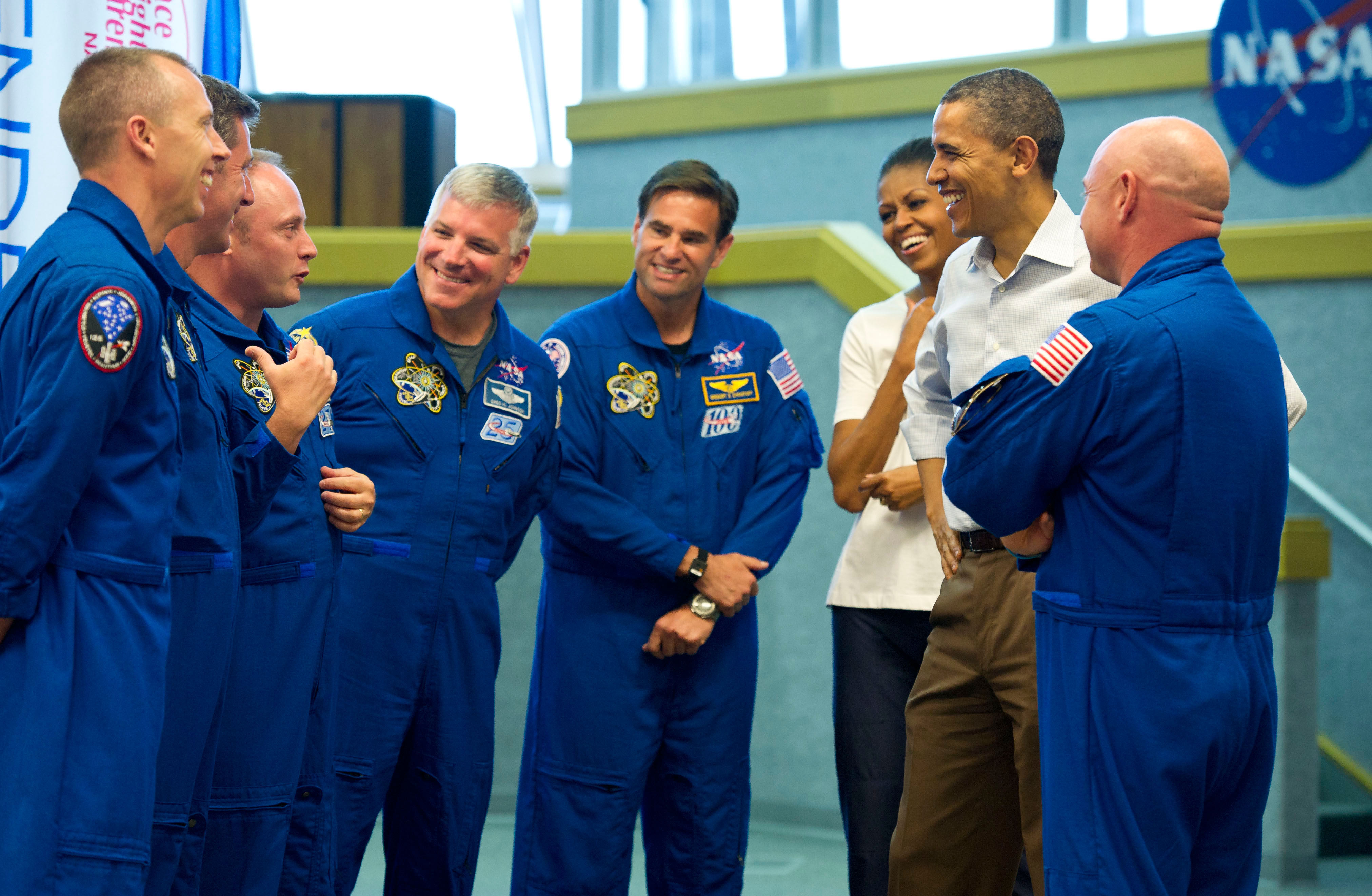
Барак Обама беседует с экипажем «Индевора» 29 апреля 2011.

20 апреля представители Белого дома подтвердили, что Президент США Барак Обама будет присутствовать при старте шаттла «Индевор» в Космическим центре имени Кеннеди. Вместе с Обамой будут также его жена Мишель и их дочери. Последний раз действующий Президент США Билл Клинтон присутствовал при старте шаттла «Дискавери» STS-95 в октябре 1998 года. В соответствии с прогнозом, в день старта ожидается благоприятная для старта погода с вероятностью 80 %.
26 апреля экипаж «Индевора» прибыл в космический центр имени Кеннеди для непосредственной подготовки к старту. Астронавты прилетели из Хьюстона на самолётах Т-38. В 18 часов по Гринвичу начался обратный предстартовый отсчёт.
Врачи разрешили Габриэле Гиффордс присутствовать при старте шаттла «Индевор», на котором её супруг и командир экипажа Марк Келли отправится в космос. Гиффордс будет наблюдать старт, находясь на гостевой трибуне, расположенной в 5,5 километрах (3,4 мили) от стартовой площадки. На этой же трибуне будет Президент США Барак Обама со своей семьёй, а также члены семей астронавтов «Индевора». Ожидается, что последний старт «Индевора» и предпоследний старт шаттла на мысе Канаверал будут наблюдать более 500.000 зрителей.
29 апреля была предпринята первая попытка запуска «Индевора». Время старта — 19 часов 47 минут (15 часов 47 минут местного времени). Согласно прогнозу, на момент старта в районе космодрома ожидалась переменная облачность на высоте 1200 м (4000 Футов), ветер северо-восточный, скорость ветра 6 м/с (12 узлов), порывы до 9 м/с (18 узлов), температура 21°C (70°F).
Запасным аэродромом, в случае не выхода шаттла на орбиту, был аэродром на военно-воздушной базе Истр во Франции, а также в Сарагосе и Мороне (Испания).
Накануне вечером (28 апреля) над космодромом прошёл грозовой фронт с молниями и дождём. Работы на старте были приостановлены на четыре часа.
В 10 часов 22 минут началась заливка жидких кислорода и водорода во внешний топливный бак. В 13 часов 30 минут заливка топлива завершена.
В 14 часов 28 минут к МКС пристыковался российский грузовой корабль «Прогресс». Путь для «Индевора» к МКС свободен.
В 16 часов 7 минут была обнаружена неисправность двух нагревателей вспомогательной силовой установки. В 16 часов 19 минут принято решение отложить старт «Индевора». Для устранения неисправности потребуется не менее двух суток. Шаттл оборудован тремя вспомогательными силовыми установками, которые обеспечивают работу гидравлики. Для безопасного полёта достаточно одной силовой установки, но по правилам НАСА, перед стартом все три установки должны быть исправными. Объявлено, что вторая попытка старта состоится не ранее понедельника, 2 мая, в 18 часов 33 минуты по Гринвичу.
Президент США Барак Обама с семьёй прилетел в космический центр имени Кеннеди, как и было запланировано в 18 часов. Президент прибыл из района разрушительного торнадо в штате Алабама. Обама побывал в ангаре, в котором осмотрел шаттл «Атлантис», который готовится к последнему полёту по программе Спейс шаттл. Затем Обама направился в здание центра управления полётом, где встретился с астронавтами экипажа шаттла «Индевор» и с членами их семей, в том числе с Габриэлой Гиффордс. Из космического центра Обама улетел в Майами.
1 мая. Устранение неисправности во вспомогательной силовой установке потребовало больше времени, чем рассчитывали специалисты НАСА. Установлено, что неисправность находится в блоке управления, который расположен в труднодоступной кормовой части шаттла. Старт «Индевора» откладывается, по крайней мере, до 8 мая.
2 мая. Для замены неисправного электронного блока и последующего его тестирования требуется дополнительное время, поэтому старт «Индевора» откладывается, по крайней мере, до 10 мая. Время старта — 15 часов 21 минут по Гринвичу, стыковка — 12 мая в 12 часов 20 минут, расстыковка — 22 мая в 5 часов 15 минут, приземление — 24 мая в 9 часов 50 минут. Специалисты не исключают, что старт может быть задержан до 11 мая.
6 мая. Старт «Индевора» задерживается, по крайней мере, до 16 мая. Инженеры НАСА пока не установили причину выхода из строя электронного блока в силовой установке гидравлической системе шаттла. Время старта 16 мая — 12 часов 56 минут по Гринвичу, стыковка — 18 мая в 10 часов, расстыковка — 30 мая в 3 часа, приземление — 1 июня в 6 часов 30 минут. На 23 мая назначено возвращение трёх космонавтов двадцать седьмого экипажа МКС на землю. То есть, отстыковка корабля «Союз ТМА-20», на котором космонавты Дмитрий Кондратьев, Катерина Коулман и Паоло Несполи должны вернуться на землю, будет осуществляться в присутствии экипажа «Индевора» на станции. В связи со сложностями, возникающими при отбытии «Союза», решено продлить полёт «Индевора» на двое суток, вместо 14 суток полёт будет продолжаться 16 суток.
9 мая. Ремонт «Индевора» закончен. НАСА официально объявило, что вторая попытка старта состоится 16 мая в 12 часов 56 минут. Обратный предстартовый отсчёт начнётся 13 мая в 11 часов.
12 мая экипаж «Индевора» вернулся из Хьюстона в космический центр имени Кеннеди для подготовки к старту 16 мая.
13 мая в 11 часов по Гринвичу начался обратный предстартовый отсчёт. Вероятность благоприятной для старта погоды в понедельник (16 мая) составляет 70 %. Согласно правилам НАСА во время старта в районе космодрома скорость ветра не должна превышать 8 м/с (15 узлов), а облачность не ниже 2700 м (6000 футов). Такие погодные условия необходимы для безопасного приземления шаттла в случае экстренного прерывания полёта.

## Описание полёта

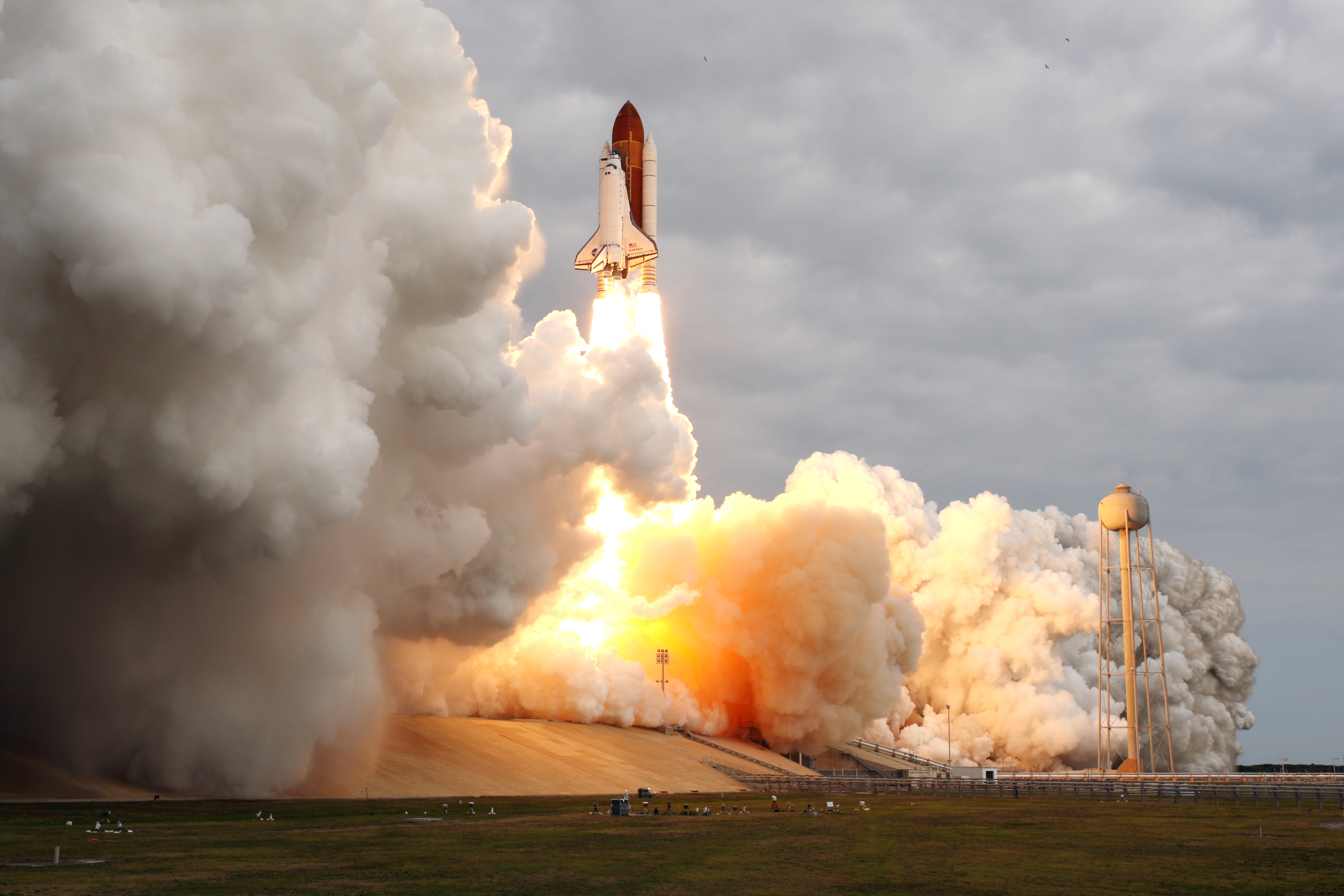
Последний старт «Индевора»

### Старт и первый день полёта
12:56 16 мая — 19:56 16 мая
16 мая в 3 часа 36 минут началась закачка жидких кислорода и водорода во внешний топливный бак. Закачка полумиллиона галлонов топлива продолжалась около трёх часов. Внешний топливный бак состоит из двух частей: в верхнюю треть занимает бак для жидкого кислорода, нижние две трети занимает бак для жидкого водорода. Объём кислородного бака — 540000 л (143000 галлонов), а водородного — 1457000 л (385000 галлонов). Температура жидкого кислорода — 148°C(298°F), жидкого водорода — 217°C (423°F). В 6 часов 36 минут закачка топлива во внешний топливный бак была закончена.
После закачки топлива во внешний топливный бак, с помощью инфракрасных сканеров были обследована внешняя поверхность бака на предмет обнаружения льда и возможных утечек.
Погода на мысе Канаверал была благоприятной для старта «Индевора». Благоприятная погода также была и в районе возможной аварийной посадки шаттла в Сарагосе, в районе военно-воздушной базе Морон (Испания) — гроза, в районе военно-воздушной базе Истр (Франция) — сильный ветер.
В 9 часов 12 минут экипаж «Индевора» в специальном автобусе направился к стартовой площадке.
В 9 часов 38 минут астронавты начали размещаться в шаттле. Первым в кабину «Индевора» вошёл командир Марк Келли, за ним последовали Эндрю Фьюстел, Грегори Джонсон, Грегори Шамитофф, Майкл Финк и Роберто Виттори.
В 10 часов 20 минут (6 часов 20 минут местного времени) над космодромом взошло солнце.
В 10 часов 52 минуты закрыт люк «Индевора», через который входили астронавты.
На основании последних данных о параметрах орбиты МКС рассчитано временное окно для старта: 08:55:42 — 09:01:29. Официальное время старта — 8 часов 56 минут 28 секунд.
В 11 часов 45 минут обслуживающий персонал покинул стартовую площадку.
В 12 часов 56 минуты 28 секунд «Индевор» стартовал в свой последний космический полёт. В это время МКС пролетела на высоте 354 км (220 миль) над Галифаксом.
Через 87 секунд после старта «Индевор» находился на высоте 17,7 км (11 миль), на расстоянии 19,3 км (12 миль) от стартовой площадки и удалялся со скоростью 2090 км/ч (1300 миль/час). Через 2 минуты 10 секунд после старта отстрелены отработавшие твердотопливные ускорители. Через 2 минуты 30 секунд после старта «Индевор» находился на высоте 59 км (37 миль), на расстоянии 80 км (50 миль) от стартовой площадки и удалялся со скоростью 5150 км/ч (3200 миль/час). Через 4 минуты после старта «Индевор» прошёл точку невозврата, для случая аварийной посадки на мысе Канаверал. Через 4 минут 30 секунд после старта «Индевор» находился на высоте 101 км (63 миль), на расстоянии 299 км (186 миль) от стартовой площадки и удалялся со скоростью 8850 км/ч (5500 миль/час). Через 7 минут 33 секунды после старта «Индевор» находился на высоте 103 км (64 миль), на расстоянии 1000 км (630 миль) от стартовой площадки и удалялся со скоростью 21700 км/ч (13500 миль/час).
В 13 часов 5 минут выключены двигатели шаттла и отстрелен внешний топливный бак.
«Индевор» вышел на орбиту с апогеем 219 км (136 миль) и перигеем 58 км (36 миль), наклонение орбиты 51,6°. После коррекции, которая была проведена через полчаса после старта, параметры орбиты составили: апогей 325 км (202 мили), перигей 227 км (141 миля).

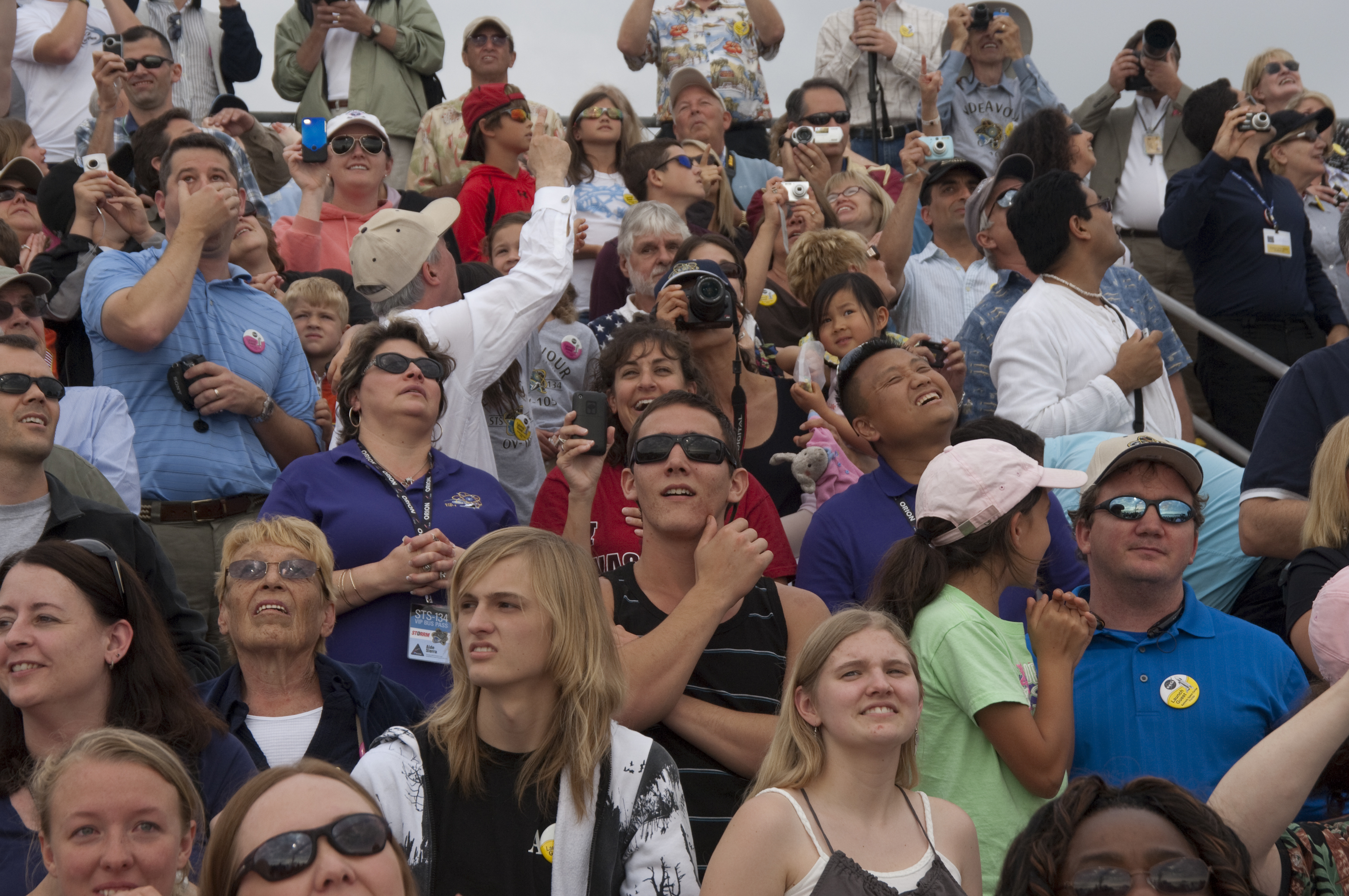
Несколько сотен тысяч зрителей наблюдали за предпоследним стартом шаттла

В 14 часов 29 минут открыт грузовой отсек шаттла. В 14 часов 38 минуты раскрыта антенна Ku диапазона. В 1 час 55 минут астронавты начали тестировать робот-манипулятор.
В 15 часов 49 минут была проведена ещё одна коррекция орбиты. После коррекции параметры орбиты составили: апогей 330 км (205 мили), перигей 323 км (201 миля).
За стартом «Индевора» наблюдала Габриэль Гиффордс — жена командира шаттла Марка Келли. Вместе с ней на трибуне, которая располагается на крыше центра управления полётом, был также брат-близнец Марка Келли — Скотт Келли.

### Второй день полёта
03:56 17 мая — 18:56 17 мая
Астронавты проводили стандартное обследование теплозащитного покрытия шаттла с помощью лазерного сканера и высокоразрешающей камеры, установленных на удлинителе робота-манипулятора. Манипулятором управляли Майкл Финк, Грегори Джонсон и Роберто Виттори.
В 8 часов 27 минут удлинитель, с укреплёнными на нём лазерным сканером и высокоразрешающей камерой, был подсоединён к манипулятору шаттла.
В 9 часов астронавты начали обследование правого крыла шаттла. В 10 часов 20 минут обследование теплозащитного покрытия было продолжено на носу шаттла, а с 10 часов 44 минут — на левом крыле.
В 12 часов 55 минут обследование теплозащитного покрытия было закончено. Снимки, полученные во время обследования, были переданы в центр управления полётом для оценки состояния покрытия специалистами НАСА. В 13 часов 40 минут удлинитель робота-манипулятора был возвращён на своё место в грузовом отсеке шаттла. Манипулятор был подведён к транспортной платформе № 3, которая находится в грузовом отсеке шаттла.
Астронавты тестировали системы шаттла, которые задействованы при стыковке с МКС.
Майкл Финк и Эндрю Фьюстел перепроверяли скафандры и оборудование для выхода в открытый космос и готовили скафандры для переноски на МКС.
В течение дня командир шаттла Марк Келли и пилот Грегори Джонсон провели две коррекции орбиты «Индевора». После коррекции параметры орбиты составили: апогей 338 км (210 мили), перигей 325 км (202 миля).
В конце дня астронавты развернули стыковочный узел шаттла.

### Третий день полёта
02:56 18 мая — 18:56 18 мая
День стыковки с Международной космической станцией.
В 6 часов 8 минут была проведена очередная корректировка орбиты шаттла. После коррекции параметры орбиты составили: апогей 338 км (210 мили), перигей 333 км (207 миль).
В 7 часов 14 минут «Индевор» находился на расстоянии 20 км (12,5 мили) от станции. В 7 часов 27 минут «Индевор» находился на расстоянии 15 км (50000 футов) от станции.

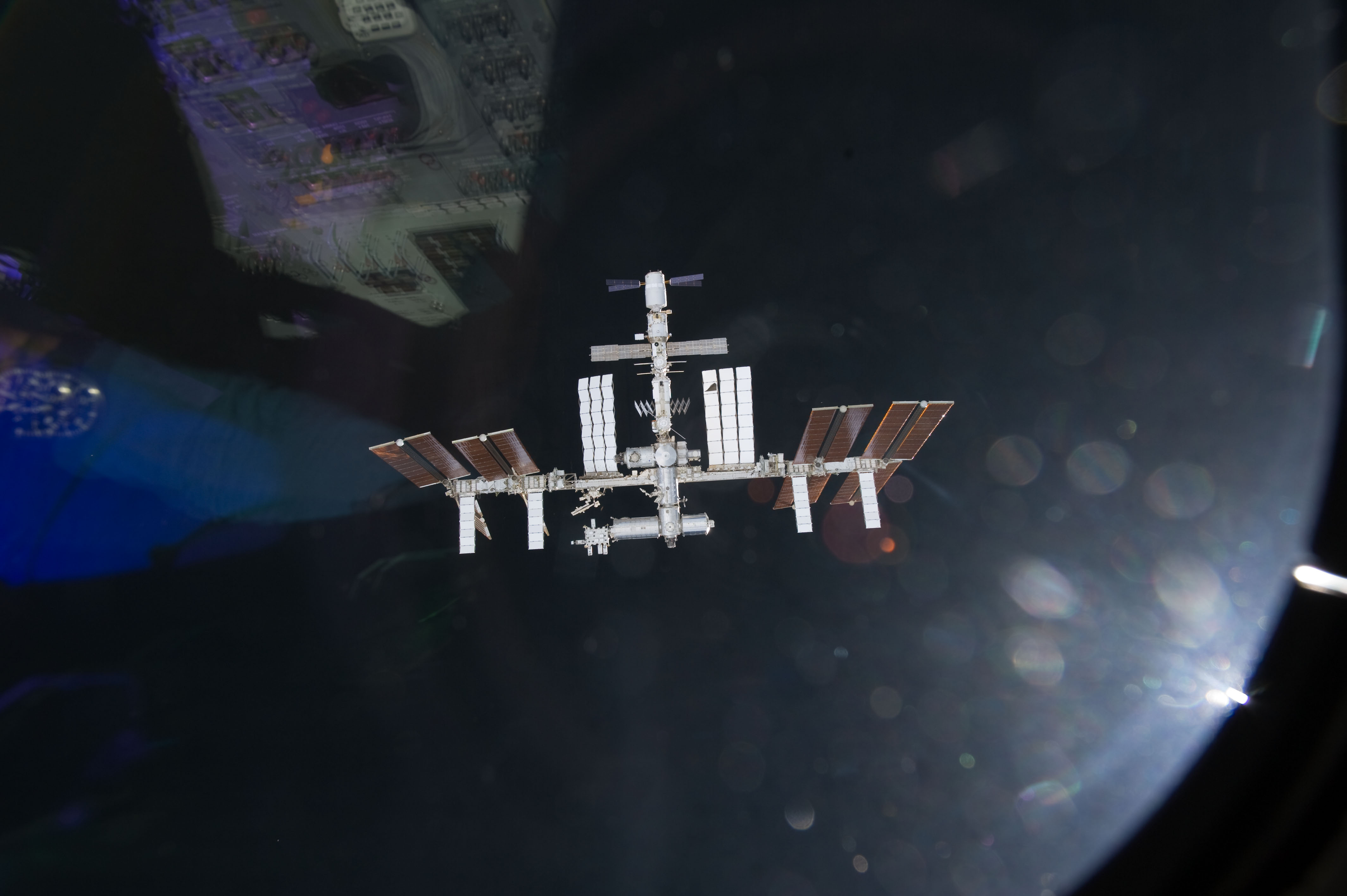
«Индевор» приближается к МКС

Заключительная фаза сближения началась в 16 часов 33 минуты, когда была проведена последняя корректировка орбиты шаттла. В это время «Индевор» находился на расстоянии 14 км (9 миль) от станции. Параметры орбиты шаттла: апогей 344 км (214 миль), перигей 338 км (210 миль).
В 8 часов 10 минут «Индевор» был на расстоянии 12 км (39000 футов) от станции, скорость сближения — 1,6 м/сек (10 миль/ч). В 8 часов 15 минут между экипажами «Индевора» и МКС установлена голосовая связь. В 8 часов 48 минут «Индевор» находился на расстоянии 1,6 км (5500 футов) от станции, скорость сближения — 2,4 м/сек (7,9 футов/сек).
В 9 часов 14 минут «Индевор» находился под станцией на расстоянии 195 м (640 футов) от неё. «Индевор» и МКС пролетают над Европой, Россией в сторону Казахстана. В 9 часов 15 минут под управлением командира корабля Марка Келли, «Индевор» начал стандартный переворот перед иллюминаторами модуля «Звезда». Во время переворота, астронавты МКС Кэтрин Коулман и Паоло Несполи вели съёмку теплозащитного покрытия шаттла. Несполи работал с 800-миллимитровой камерой с разрешением в один дюйм. Он снимал места на корпусе шаттла, к которым был прикреплён внешний топливный бак, а также створки закрывающие шасси. Коулман снимала 400-миллиметровой камерой с разрешением в три дюйма. Переворот окончен в 9 часов 24 минуты. Расстояние между «Индевором» и МКС — 142 метра (467 футов). В 9 часов 39 минут «Индевор» находился перед станцией: нос направлен в космос, корма — на Землю, раскрытый грузовой отсек, в котором расположен стыковочный узел, — на МКС. В 9 часов 42 минуты из центра управления полётом дано разрешение на стыковку. В 9 часов 45 минут шаттл и МКС пролетали над Австралией.
В 9 часов 47 минут расстояние между шаттлом и станцией составляло 61 м (200 футов), скорость сближения — 0,06 м/с (0,2 фут/с), в 9 часов 58 минут — 29 м (95 футов) и 0,05 м/с (0,17 фут/с) соответственно, в 10 часов 4 минуты 12 м (40 футов) и 0,03 м/с (0,1 фут/с). В 10 часов 12 минут расстояние между шаттлом и станцией составляло 3 м (10 футов).
В 10 часов 14 минут «Индевор» пристыковался к МКС. Стыковка произошла над южным районом Тихого океана.
В 10 часов 40 минут комплекс шаттл + МКС был развёрнут на 180° так, чтобы шаттл находился сзади по направлению движения по орбите.

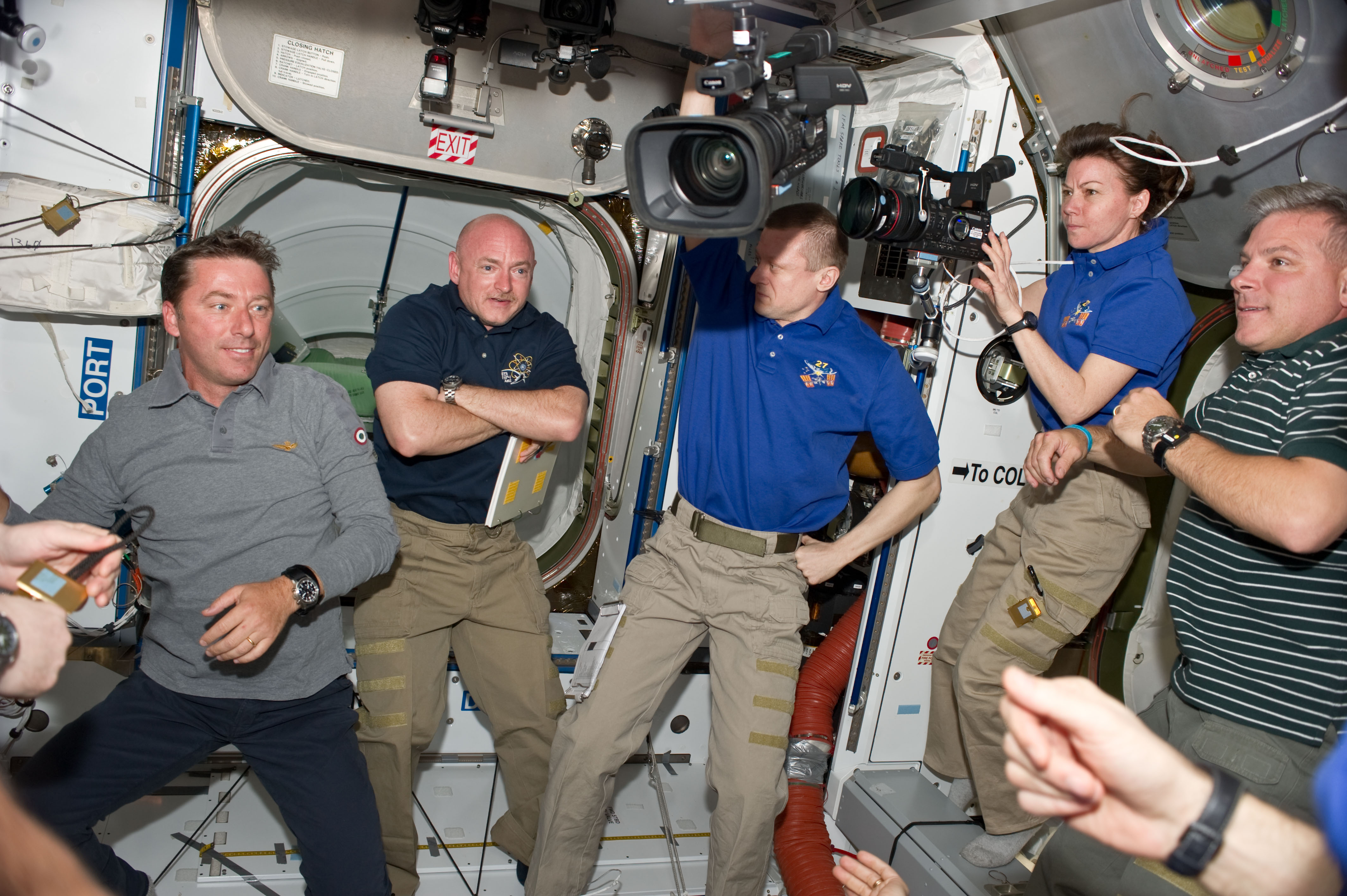
Встреча экипажей «Индевора» и МКС

В 11 часов 40 минут был открыт люк между «Индевором» и МКС. На орбите встретились экипаж шаттла и 27-й долговременный экипаж МКС: Дмитрий Кондратьев (командир), Кэтрин Коулман, Паоло Несполи, Александр Самокутяев, Андрей Борисенко и Роналд Гаран. Впервые в космосе встретились два итальянских астронавта: Паоло Несполи и Роберто Виттори.
После короткой церемонии встречи астронавты продолжили работу по плану.
Стивен Боуэн и Алвин Дрю перенесли в модуль «Квест» предназначенные для выхода в открытый космос скафандры и инструменты.

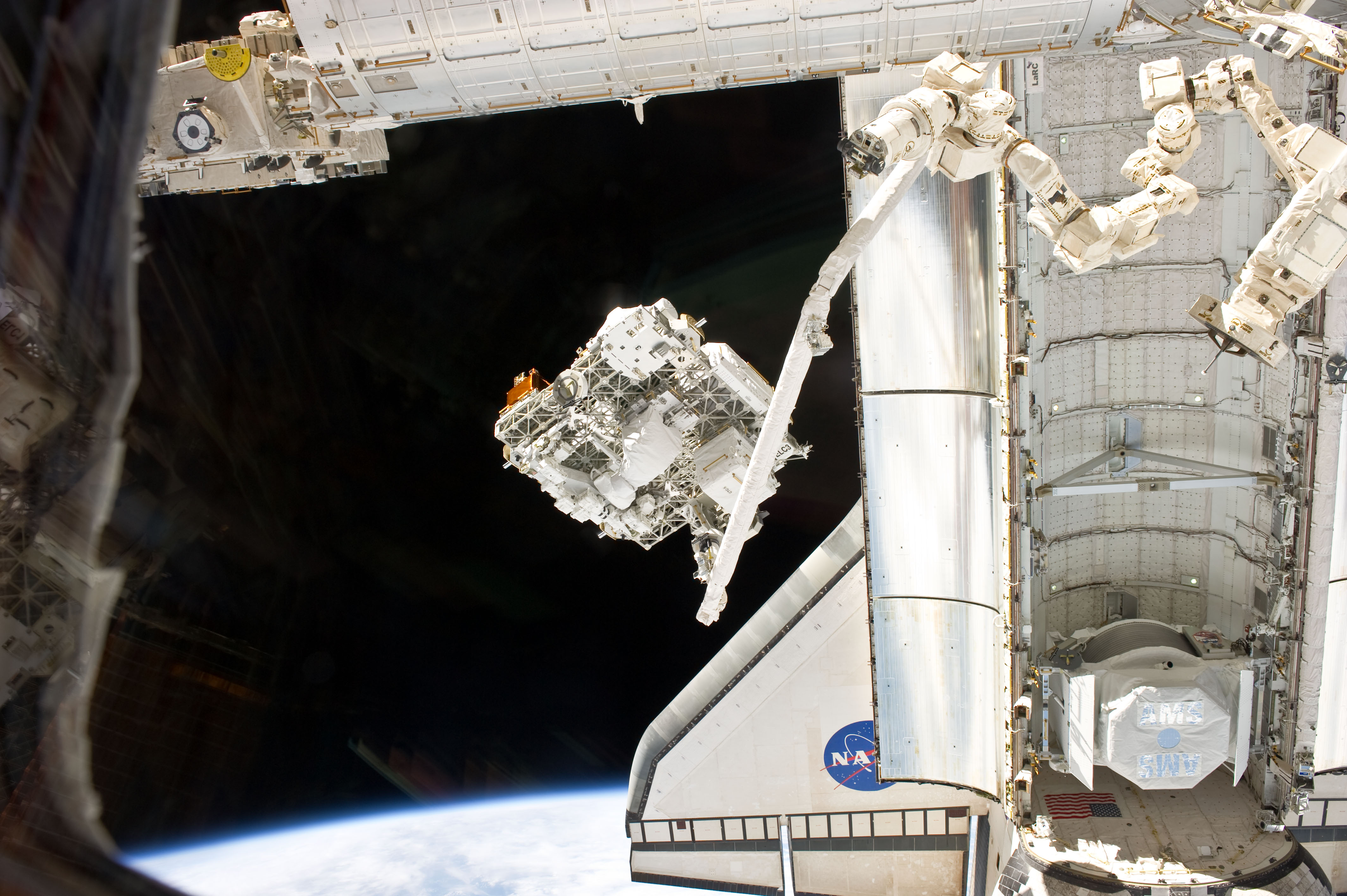
Выгрузка транспортной платформы

В 13 часов 30 минут Майкл Финк и Роберто Виттори, с помощью манипулятора шаттла, захватили транспортную платформу, которая находилась в грузовом отсеке шаттла и подняли её. Затем (в 14 часов 43 минуты) транспортная платформа была перехвачена манипулятором станции, которым управляли Грегори Джонсон и Грегори Шэмитофф. Транспортная платформа в 15 часов 59 минут была установлена на предназначенное место на сегменте Р3 левой ветви ферменной конструкции станции.
При изучении изображений теплозащитного покрытия «Индевора» обнаружено семь повреждений, которые находятся на правой стороне днища шаттла, в районе створок шасси и месте крепления внешнего топливного бака. Повреждения были обнаружены на снимках сделанных астронавтами МКС во время переворота «Индевора». Для оценки степени повреждений необходим дополнительный анализ. В случае необходимости в субботу (21 мая) будет проведено дополнительное обследование повреждённых мест.

### Четвёртый день полёта
02:56 19 мая — 18:26 19 мая

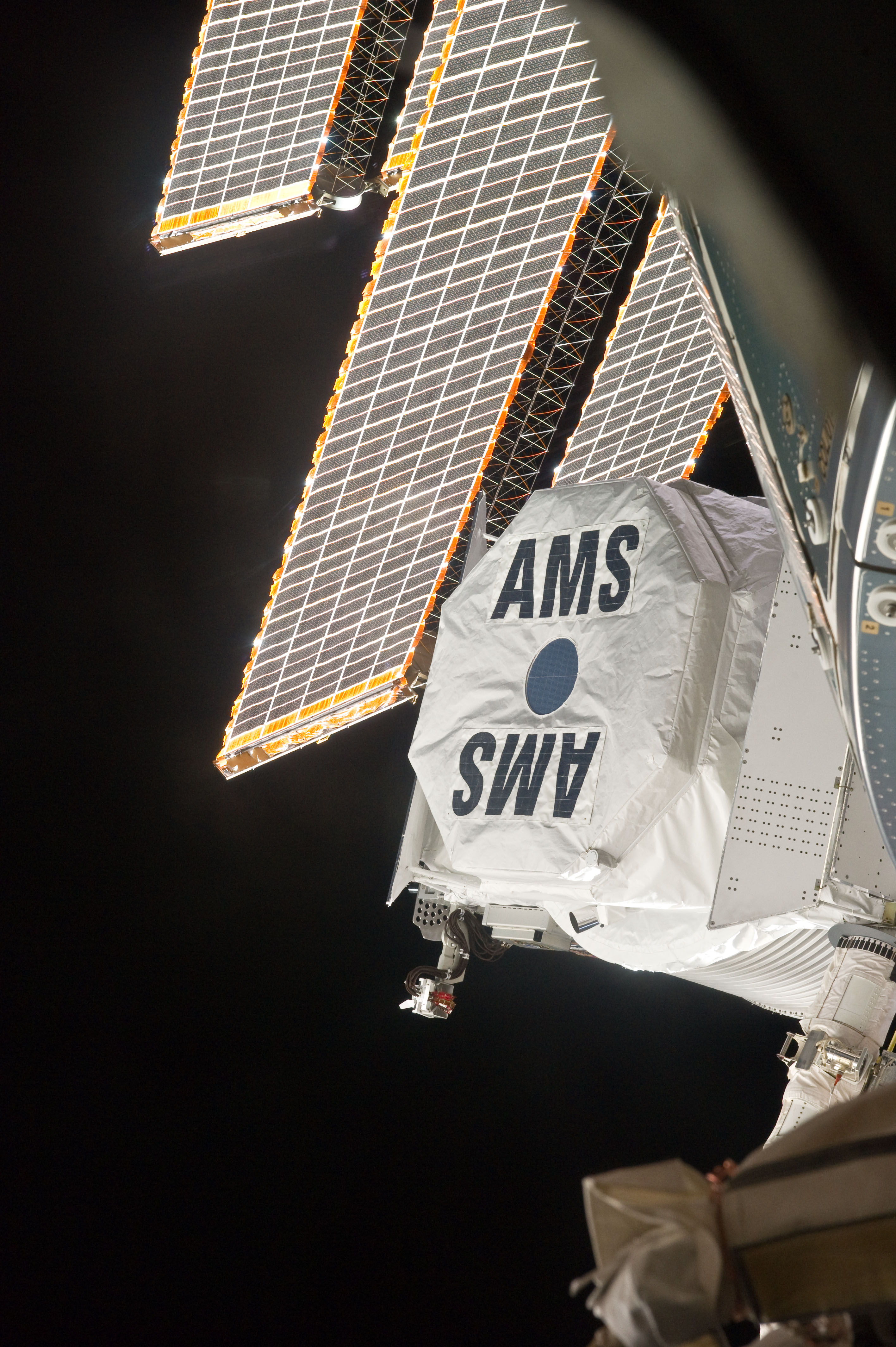
Выгрузка магнитного альфа-спектрометра

Выгрузка из грузового отсека «Индевора» магнитного альфа-спектрометра и установка его на сегменте S3 правой верви ферменной конструкции станции.
Выгрузка спектрометра началась в 7 часов. С помощью манипулятора шаттла, которым управляли Роберто Виттори и Эндрю Фьюстел, альфа-спектрометр был поднят из грузового отсека «Индевора» и перемещён в точку, где его должен перехватить манипулятор станции. Манипулятором станции управляли Грегори Джонсон и Грегори Шамитофф, находившиеся в модуле «Купол». В 7 часов 50 минут спектрометр был передан манипулятору станции. В 8 часов 5 минут манипулятор шаттла был отведён от спектрометра. В дальнейшем, с помощью видеокамеры, установленной на манипуляторе, он использовался для сопровождения перемещения и установки спектрометра на ферменной конструкции станции. В 9 часов 5 минут спектрометр был подведён к месту установки на сегменте S3. В 9 часов 45 минут спектрометр был установлен на ферменной конструкции станции. Астронавты выполнили важнейшее задание своей миссии — доставили и установили прибор стоимостью два миллиарда долларов, весящий около семи с половиной тонн (15 251 фунтов). Магнитный альфа-спектрометр будет круглосуточно в течение всего времени существования МКС вести регистрацию космических лучей. В создании прибора участвовали 600 физиков из 60 университетов 16 стран.
Эндрю Фьюстел и Грегори Шамитофф в модуле «Квест» подготавливали скафандры и инструменты к предстоящему на следующий день выходу в открытый космос, который запланирован на 7 часов 15 минут.
После дополнительного анализа изображений повреждений плиток теплозащитного покрытия шаттла, специалисты НАСА сообщили, что из семи повреждений только два, возможно, потребуют дополнительного обследования, чтобы убедиться в том, что нет необходимости в ремонте повреждений. Наиболее подозрительное повреждение находится возле створки, закрывающей правое шасси шатла. Размер этого повреждения 3,22х2,49 дюйма, глубина — до 0,7 дюйма. В 2007 году «Индевор», у которого было аналогичное повреждение (3,48х2,31х1,12 дюймов), успешно приземлился.

### Пятый день полёта
02:26 20 мая — 17:26 20 мая
День первого выхода в открытый космос. Плановая продолжительность выхода — шесть с половиной часов. Выходящие астронавты Эндрю Фьюстел и Грегори Шамитофф. Для Фьюстела это четвёртый выход, для Шамитоффа — первый. Цель выхода — снятие экспериментальных образцов с внешней поверхности станции, установка взамен новых образцов, установка переходников на трубопроводах охладителя и установка коммуникационных антенн беспроводной связи.

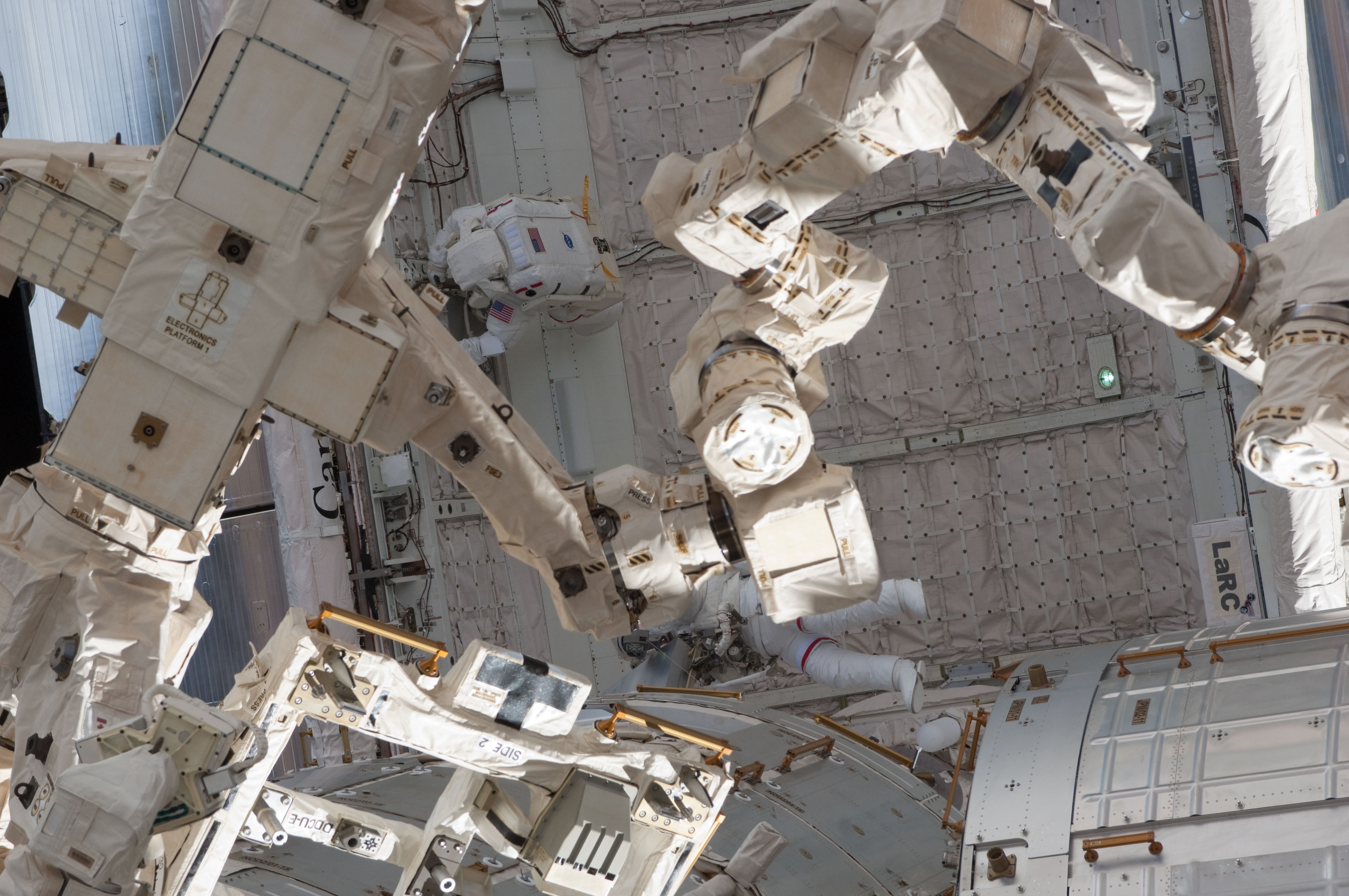
Фьюстел и Шамитофф в грузовом отсеке «Индевора»

В 4 часа 50 минут Фьюстел и Шамитофф, находясь в шлюзовом модуле «Квест», начали надевать скафандры. В 6 часов 37 минут началась откачка воздуха из шлюзового модуля. В 7 часов 10 минут был открыт люк шлюзового модуля. Выход начался в 7 часов 10 минут. Координатором выхода был Майкл Финк.
Фьюстел и Шамитофф направились на правую ветвь ферменной конструкции станции, к сегменту S3, где находится транспортная конструкция № 2 (Express Logistics Carrier No. 2). В 7 часов 55 минут астронавты приблизились к сегменту S3 и начали отсоединять кабели от упаковки с экспериментальными материалами MISSE 7. Эта упаковка имеет размер небольшого чемодана (suitcase) и состоит из двух частей А и В. Эти экспериментальные материалы экспонировались в открытом космосе с ноября 2009 года, где были установлены во время выхода в открытый космос астронавтами шаттла «Атлантис» STS-129. В 8 часов 7 минут астронавты сняли упаковку с транспортной конструкции. Астронавты перенесли снятую упаковку экспериментальных материалов в грузовой отсек «Индевора» и закрепили её там для транспортировки на землю. В 8 часов 40 минут астронавты забрали из грузового отсека следующую упаковку с экспериментальными материалами MISSE 8, перенесли её к сегменту S3. В 8 часов 56 минут Фьюстел установил новую упаковку на транспортной конструкции № 2 и подсоединил к ней кабели. В это же время Шамитофф установил на сегменте S3 дополнительную лампу освещения. В 9 часов 23 минуты Шамитофф вернулся к шлюзовому модулю и пополнил запас кислорода в своём скафандре.
В 9 часов 50 минут астронавты переместились к сегменту Р1 и приступили к выполнению второго задания — прокладки шлангов от резервуара с аммиаком к сегменту Р6, на котором установлена одна из панелей солнечных батарей станции. В системе охлаждения на сегменте Р6 была обнаружена утечка. Поэтому было необходимо восполнить потерю аммиака в радиаторе охлаждения сегмента Р6.
Астронавты забрали шланг (длина шланга около 5 м (16 футов)), который находился на сегменте Р4, и протянули его между сегментами Р3 и Р4, затем проложили шланги до сегментов Р1 и Р6. Работа с шлангами была закончена в 10 часов 38 минут. Во время следующего выхода в открытый космос через установленные шланги в систему охлаждения сегмента Р6 будет перекачен аммиак из резервуара, который находится на сегменте Р1.
Следующее задание для Фьюстела и Шамитоффа — установка двух коммуникационных антенн беспроводной связи на внешней стороне модуля «Дестини». В 11 часов астронавты переместились на модуль «Дестини». В 11 часов 23 минуты была установлена первая антенна. В 11 часов 35 минут — вторая. Астронавты должны были подсоединить несколько кабелей к антеннам. В 11 часов 43 минуты вышел из строя датчик уровня диоксида углерода в скафандре Шамитоффа. Руководители полётом приняли решение закончить выход в открытый космос, отложив подсоединение кабелей к антеннам. В 12 часов астронавтам передана команда — заканчивать выход. Астронавты собрали инструменты и в 13 часов вернулись в шлюзовой модуль. В 13 часов 24 минуты был закрыт люк шлюзового модуля.
Выход закончился в 13 часов 29 минут. Продолжительность выхода составила 6 часов 19 минут.
Это был 156 выход в открытый космос, связанный с МКС.
Руководство полётом объявило, что 23 мая состоится облёт станции российским кораблём «Союз ТМА-20» и фотографирование комплекса МКС с пристыкованным к ней шаттлом «Индевор». На 23 мая назначено возвращение трёх астронавтом 27-й экспедиции МКС на землю. Дмитрий Кондратьев, Кэтрин Коулман и Паоло Несполи в «Союзе ТМА-20» отстыкуются от станции в 21 час 35 минут, приблизительно на полтора часа раньше планового (без сеанса фотографирования) времени. «Союз» отойдёт от станции на 180 м (600 футов) и приостановится (время — 21 час 41 минута). МКС совершит разворот, приблизительно на 130°, Паоло Несполи, находясь в «Союзе» будет фотографировать под разными углами станцию с пристыкованным к ней «Индевором». Сеанс фотографирования продолжится до 22 часов 6 минут. Управлять «Союзом» в ручном режиме будет командир корабля Дмитрий Кондратьев. В 22 часа 15 минут «Союз» начнёт удаляться от станции. Приземление «Союза» запланировано на 2 часа 26 минут 24 мая.
В этот день астронавты переносили привезённое оборудование и материалы из «Индевора» в станцию.
Руководством полёта принято решение о проведение дополнительного, более детального, обследования повреждения плиток теплозащитного покрытия. Это обследование будет проведено в шестой день полёта.

### Шестой день полёта
01:26 21 мая — 17:26 21 мая
Дополнительное обследование повреждений теплозащитного покрытия шаттла. Грегори Джонсон и Роналд Гаран, находясь в модуле «Купол», управляли роботом-манипулятором станции. В 4 часа 50 минут с помощью манипулятора станции был захвачен удлинитель, который находился в грузовом отсеке «Индевора». Удлинитель был поднят и перенесён в точку, в которой к нему был также подведён манипулятор шаттла, которым управляли Роберто Виттори и Эндрю Фьюстел. В 5 часов 20 минут удлинитель был подсоединён к манипулятору шаттла. В 7 часов 20 минут высокоразрешающие камеры и лазерный сканер, которые установлены на конце удлинителя, были подведены под днище «Индевора». В 7 часов 34 минуты началось фотографирование и сканирование повреждённых участков теплозащиты шаттла. Фотографирование и сканирование проводились под различными углами, чтобы получить объёмное изображение повреждённых участков.

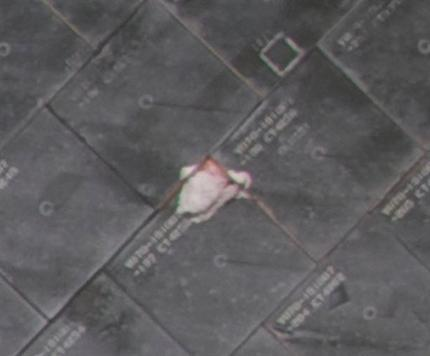
Повреждённый участок теплозащиты шаттла

В 8 часов 30 минут обследование повреждённого участка теплозащитного покрытия шаттла было закончено. Данные обследование переданы в центр управления полётом. В 8 часов 50 минут удлинитель манипулятора был возвращён в грузовой отсек.
В 11 часов 11 минут начался разговор астронавтов и космонавтов «Индевора» и МКС с Римским Папой Бенедиктом XVI, который разговаривал с астронавтами, находясь в библиотеке Ватикана. Бенедикт XVI говорил о роли науки и технологии в решении проблем на земле и вовлечении молодёжи в эту деятельность. Бенедикт XVI пожелал выздоровления Габриэль Гиффордс, жене командира «Индевора» Марка Келли, и выразил соболезнование итальянскому астронавту Паоло Несполи в связи со смертью его матери, которая скончалась 2 мая в пригороде Милана, в то время как он находился в космосе. Папа говорил на английском и итальянском языках. Разговор продолжался около двадцати минут. Это был первый разговор Римского Папы с космонавтами находящимися в космосе.

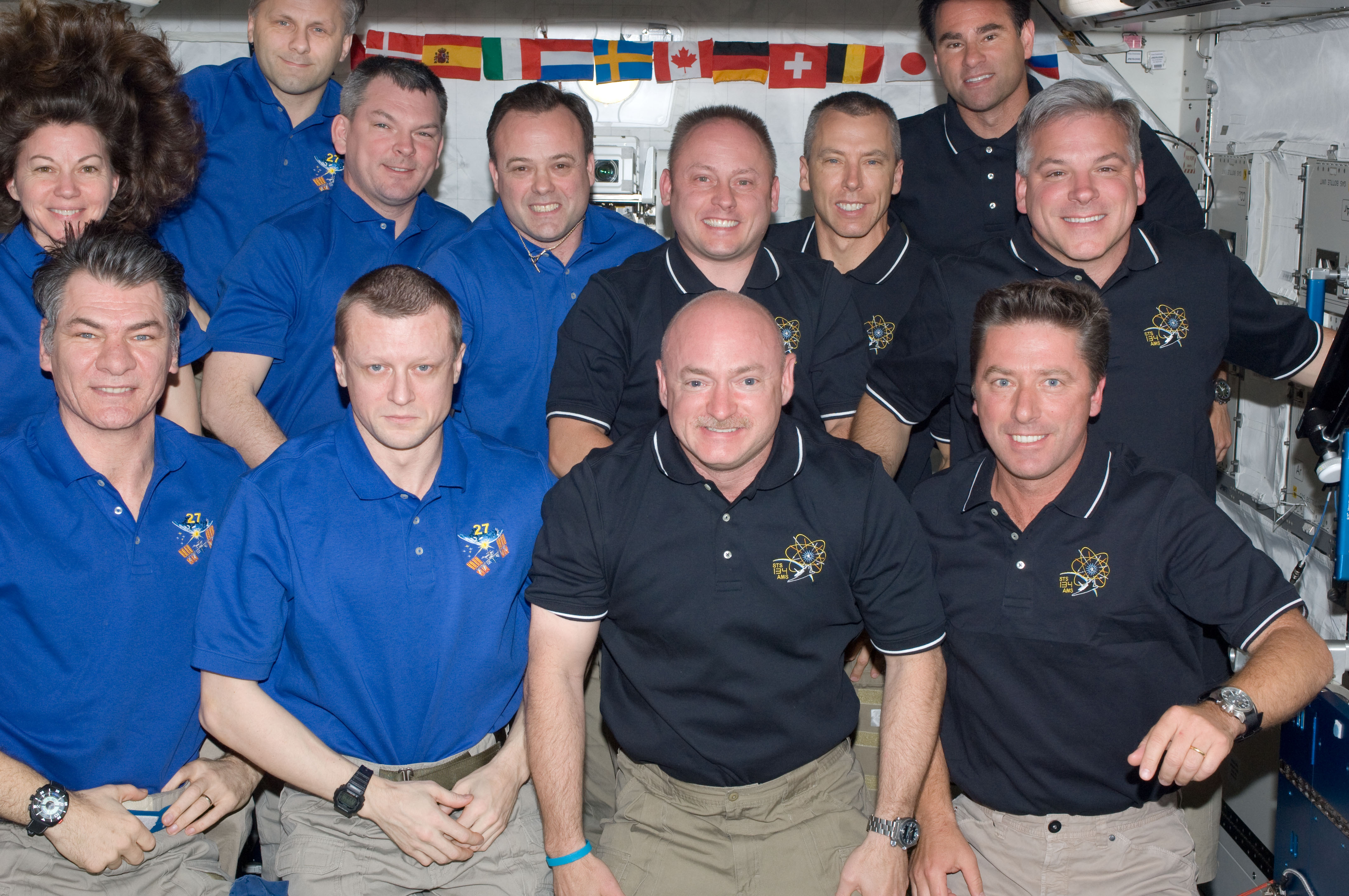
Объединённый экипаж «Индевора» и МКС

В этот день астронавты имели дополнительное время отдыха.
Эндрю Фьюстел и Майкл Финк подготавливали скафандры и инструменты к предстоящему на следующий день второму выходу в открытый космос.
После анализа дополнительных, более чётких изображений, полученных после целенаправленного обследования повреждённого участка теплозащитного покрытия, специалисты НАСА пришли к выводу, что повреждения не представляют опасности для шаттла. Наибольшее повреждение представляет собой выбоину размером 6,17х7,49 см (2,43х2,95 дюйма) и глубиной до 2,26 см (0,89 дюйма). С таким повреждением нагрев алюминиевой конструкции корпуса шаттла, находящейся непосредственно под выбоиной, при торможении в атмосфере, возможен до 104°C (219°F). Допустимая температура — 177 °C (350 °F). Никаких дополнительных мероприятий, связанных с повреждениями, проводиться не будет. «Индевор» будет приземляться «так как есть».

### Седьмой день полёта
01:26 22 мая — 16:56 22 мая
День второго выхода в открытый космос. Плановая продолжительность выхода — шесть с половиной часов. Основные цели выхода — перекачка аммиака в радиатор системы охлаждения сегмента Р6 и обслуживание и смазка механизмов вращения панели солнечных батарей станции. Выходящие астронавты Эндрю Фьюстел и Майкл Финк. Для Фьюстела это пятый выход, для Финка — седьмой. Все шесть выходов в открытый космос Майкл Финк совершил из МКС по российской программе в российских скафандрах. Сегодняшний выход для Финка — первый выход по американской программе в американском скафандре.
В 3 часа 50 минут астронавты начали надевать скафандры. В 5 часов 33 минуты началась откачка воздуха из шлюзовой камеры. Выход начался в 6 часов 5 минут.
Астронавты выбрались из шлюзового модуля и направились на левую ветвь ферменной конструкции станции. Астронавты подключили последний отрезок шланга для перекачки аммиака между сегментами Р3 и Р4. В 7 часов 10 минут астронавты начали тестировать проложенные шланги на предмет отсутствия утечек. В 7 часов 16 минут Фьюстел открыл вентиль, и перекачка аммиака началась. В общей сложности из резервуара на сегменте Р1 в систему охлаждения сегмента Р6 было перекачено около 2,27 кг аммиака. В 7 часов 57 минут перекачка аммиака была окончена и Фьюстел начал отключать и продувать шланги от остатков аммиака.
В 7 часов 30 минут Финк начал снимать крышки с механизма вращения солнечной батареи для его обслуживания. В 8 часов Финк уронил один из болтов, который улетел в открытый космос. Финк был вынужден приостановить снятие крышек из-за опасения, что шайба из под болта могла попасть в механизм вращения. После обсуждения проблемы, руководитель полёта разрешил Финку снять ещё две крышки, чтобы обеспечить минимальный доступ для проведения смазки механизмов.
В 9 часов 24 минуты Фьюстел закончил работу с отключением и размонтированием шлангов и присоединился к Финку. В 9 часов 32 минуты с механизма вращения были сняты четыре из планировавшихся шести крышек. В 9 часов 57 минут Финк с помощью специального пистолета начал смазку механизма вращения солнечной батареи. Затем астронавты свернули шланги для перекачки аммиака. В 11 часов работа с шлангами была окончена.
Тем временем солнечная батарея, механизм которой обслуживают астронавты, была повёрнута на 200°, чтобы астронавты смогли смазать механизм с другой стороны. Разворот панели солнечной батареи продолжался около сорока пяти минут.
В это время Финк и Фьюстел выполняли другие работы. Фьюстел установил защитную крышку на объектив одной из камер робота «Декстр», а Финк работал на сегменте S1.

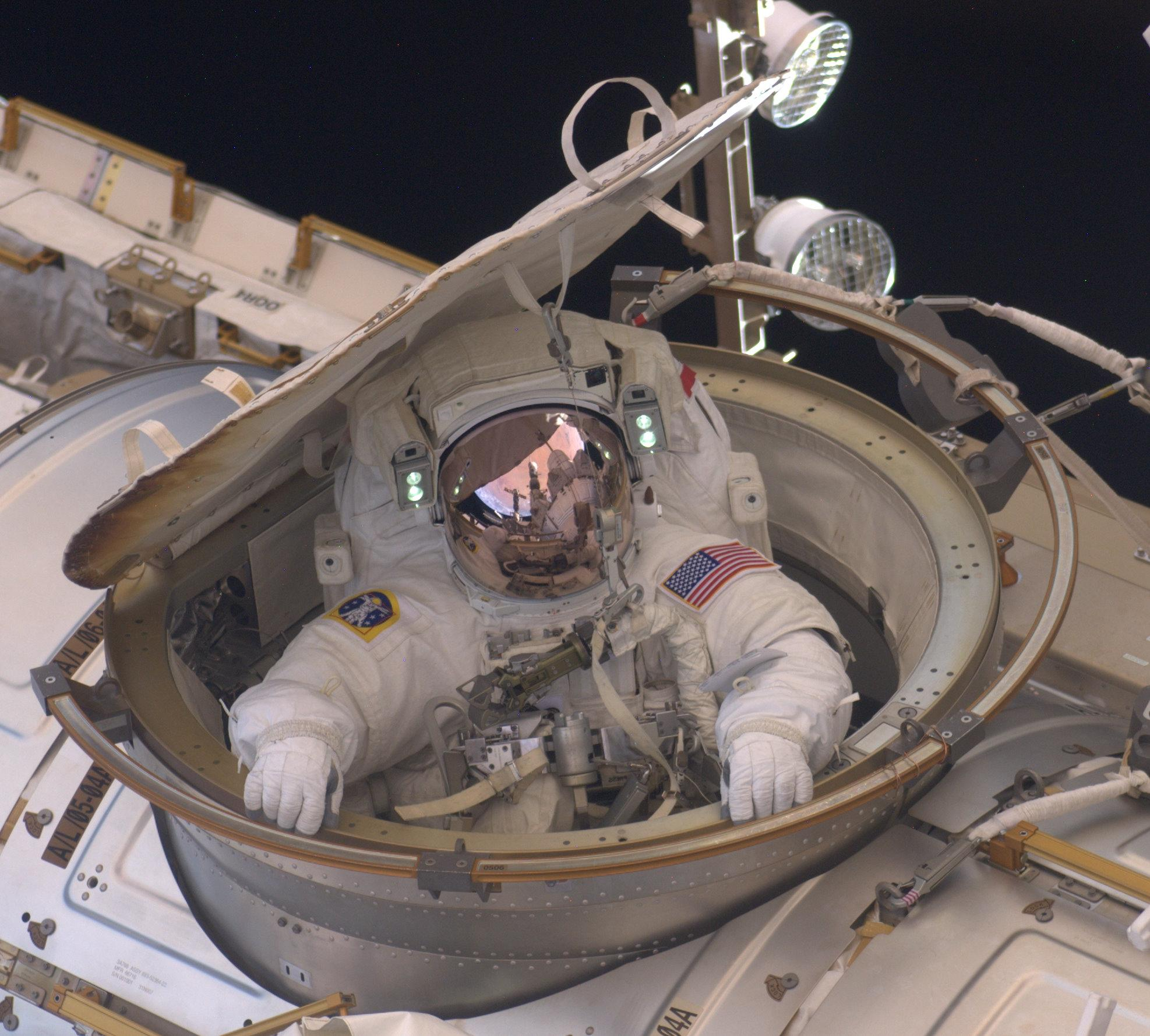
Фьюстел возвращается в шлюзовой модуль

В 12 часов 20 минут астронавты вернулись к обслуживанию механизма вращения. В 13 часов 16 минут обслуживание было окончено. Астронавты вновь установили три защитные крышки механизма, четвёртую крышку они забрали с собой, чтобы разобраться с причиной, по которой болт выскочил из своего места. Продолжительность выхода уже почти на час превысила запланированную (6 часов 30 минут). В 14 часов 5 минут астронавты вернулись в шлюзовой модуль.
Выход закончился в 14 часов 12 минут. Продолжительность выхода составила 8 часов 7 минут.
Это был 157 выход в открытый космос, связанный с МКС. Суммарное время выходов в открытый космос Фьюстела составило 35 часов 24 минуты, Финка — 34 часа 19 минут.
В 15 часов 41 минуту на МКС произошла смена командира экипажа: Дмитрий Кондратьев, командир 27 экипажа МКС, передал командование Андрею Борисенко — командиру 28 экипажа МКС.

### Восьмой день полёта
01:56 23 мая — 16:26 23 мая
В этот день астронавты имели время для отдыха. В этот день трое из шести членов экипажа МКС в корабле «Союз ТМА-20» возвращаются на землю.

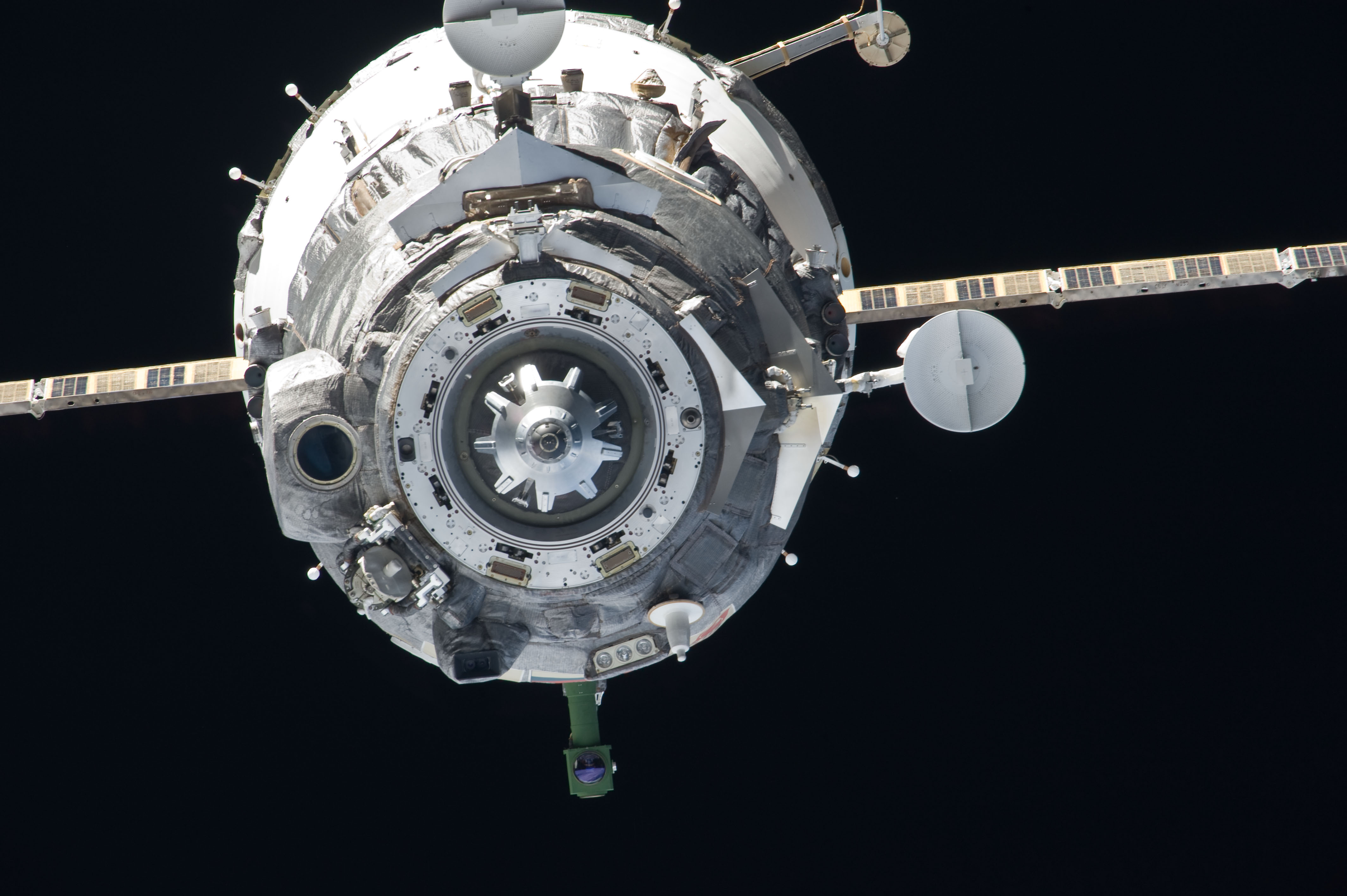
«Союз ТМА-20» отстыковался от МКС.

В 2 часа 45 минут начался разговор командира «Индевора» Марка Келли и Майкла Финке с учащимися начальной школы города Тусон, штат Аризона. Именно в Тусоне 8 января одиночный стрелок убил 6 человек и ранил несколько человек, в том числе Габриэль Гиффордс, жену Марка Келли. Среди погибших была также девятилетняя школьница Кристина Тэйлор-Грин (Christina Taylor-Green). Всего в беседе с астронавтами приняли участие более четырёхсот учащихся.
В 13 часов 30 минут состоялся телефонный разговор двух итальянских астронавтов Паоло Несполи и Роберто Виттори с президентом Италии Джорджо Наполитано.

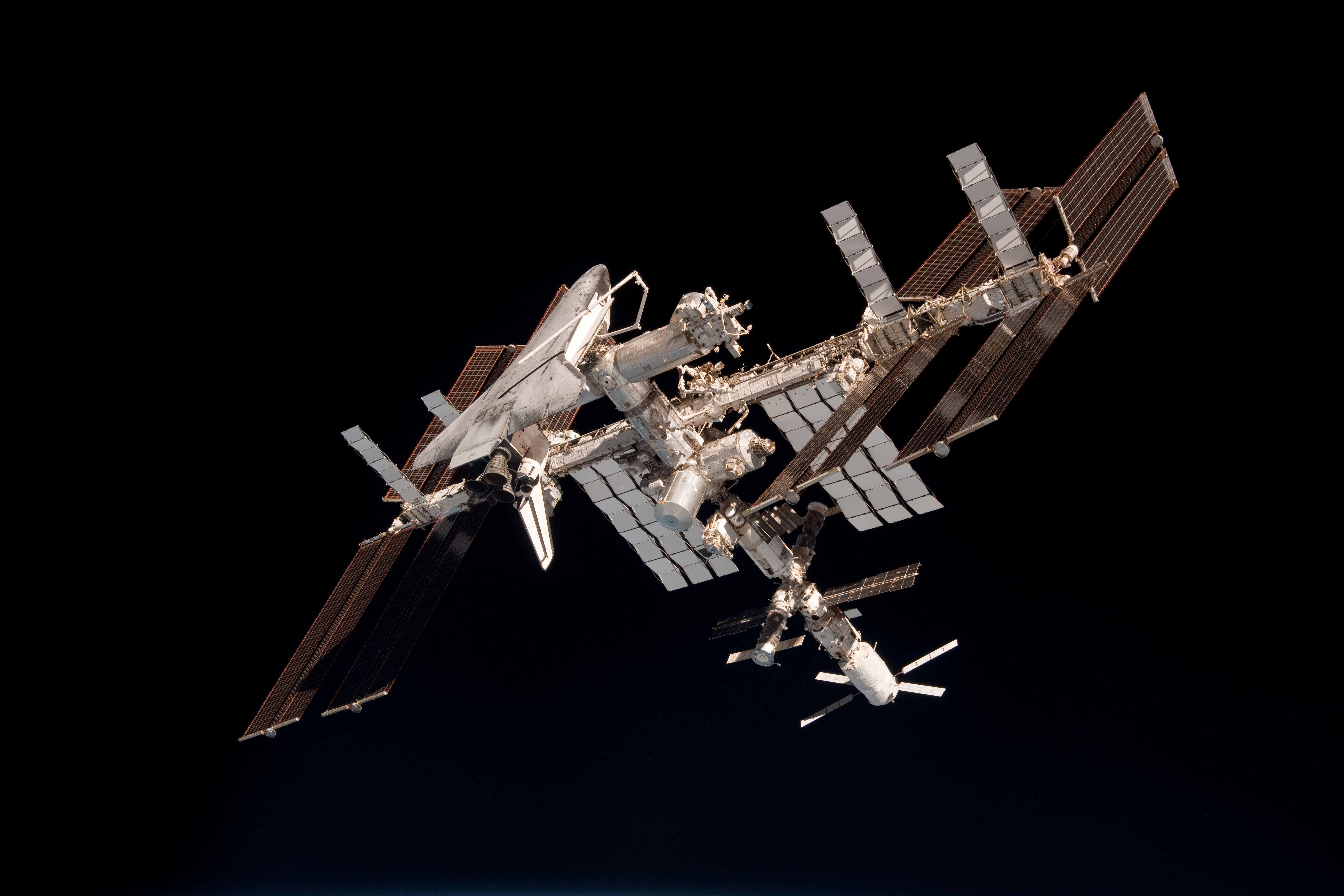
«Индевор» и МКС. Снимок сделан Паоло Несполи из «Союза ТМА-20».

Дмитрий Кондратьев, Катерина Коулман и Паоло Несполи перешли в корабль «Союз ТМА-20», и в 18 часов 45 минут был закрыт люк между МКС и «Союзом». В 21 час 35 минут «Союз ТМА-20» отстыковался от модуля «Рассвет». Впервые корабль «Союз» отстыковался от МКС в присутствии шаттла. В 21 час 42 минуты «Союз» отошёл от станции на расстояние около 180 м (600 футов). Паоло Несполи перебрался из спускаемого отсека корабля «Союз» в бытовой отсек. В 21 час 52 минуты Несполи начал фотографирование МКС через иллюминатор «Союза». Во время фотографирования, станция совершала поворот на 130°, чтобы Несполи мог бы снять МКС с пристыкованным к ней шаттлом с разных ракурсов. В 22 часа 20 минут сеанс фотографирования был окончен, был включён двигатель «Союза» и он ушёл от станции. Через четыре часа «Союз ТМА-20» должен приземлиться недалеко от Джезказгана, в Казахстане.

### Девятый день полёта
00:26 24 мая — 15:56 24 мая
Корабль «Союз ТМА-20» с космонавтами на борту успешно приземлился в 2 часа 27 минут.
Второй день подряд астронавты имели время для отдыха. Это было связано с организацией отбытия трёх космонавтов из экипажа МКС и организацией распорядка дня экипажей МКС и «Индевора». До этого дня распорядок дня экипажа МКС был сдвинут на несколько часов по отношению к распорядку дня экипажа «Индевора». Этот сдвиг был предопределён подготовкой части экипажа МКС к возвращения на землю.
Астронавты Грегори Джонсон и Грегори Шэмитофф провели пресс-конференцию с телевизионными каналами KPIX-TV и KGO-TV из Сан-Франциско и радиоканалом KFBK Radio из Сакраменто. Началась пресс-конференция в 4 часа 40 минут.
Марк Келли, Грегори Шэмитофф и Майкл Финк отвечали на вопросы корреспондентов из Питсбурга и Хьюстона.

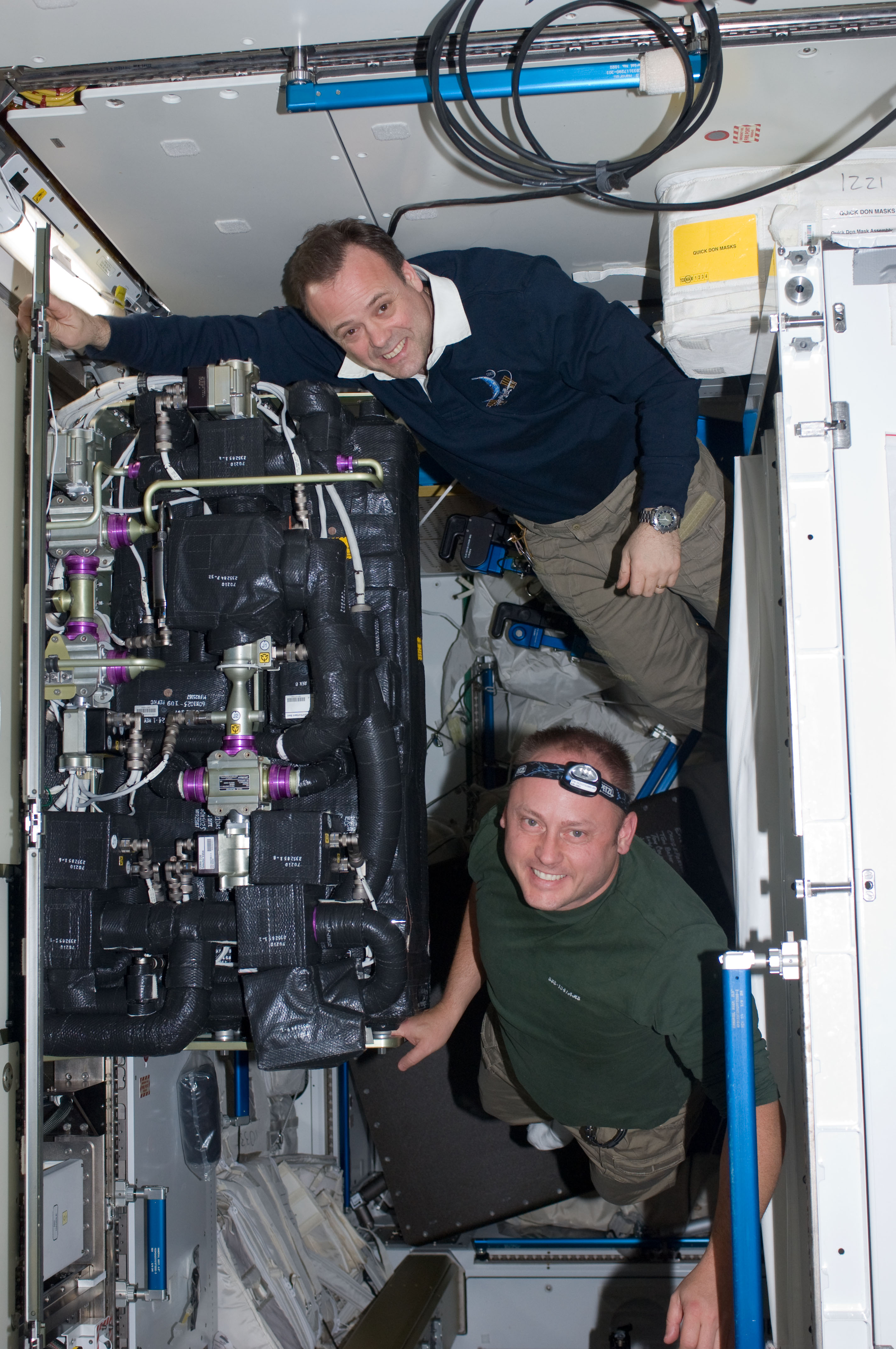
Майкл Финк и Роналд Гаран занимались обслуживанием системы удаления диоксида углерода

Марк Келли, Майкл Финк с астронавтом экипажа МКС Роналдом Гараном занимались обслуживанием системы удаления диоксида углерода из атмосферы станции в модуле «Транквилити». Грегори Шэмитофф и Майкл Финк заменили фильтр в генераторе кислорода.
Эндрю Фьюстел и Майкл Финк подготавливали скафандры и инструменты к предстоящему на следующий день третьему выходу в открытый космос.

### Десятый день полёта
23:56 24 мая — 15:56 25 мая
День третьего выхода в открытый космос. Плановая продолжительность выхода — шесть с половиной часов. Выходящие астронавты Эндрю Фьюстел и Майкл Финк. Для Фьюстела это шестой выход, для Финка — восьмой. Цель выхода — подключение кабелей к антеннам беспроводной связи, которые были установлены во время первого выхода в открытый космос. Установка на левой стороне российского модуля «Заря» коннектора (Power and data grapple fixture, PDGF), который в дальнейшем будет использоваться манипулятором станции (Канадарм). Прокладка дополнительного силового кабеля между американским и российским сегментами станции.
В 3 часа 35 минут Фьюстел и Финк были уже в скафандрах. В 5 часов 12 минут началась откачка воздуха из шлюзовой камеры.
Выход начался в 5 часов 43 минуты.
Грегори Шэмитофф координировал работу астронавтов за бортом.
Астронавты направились к модулю «Заря». Майкл Финк имеет опыт работы на внешней поверхности российского сегмента станции. Этот опыт Финк накопил во время выходов в открытый космос по российской программе, будучи участником двух долговременных экипажей МКС. Модуль «Заря» — это первый модуль МКС, он находится в космосе с 1998 года. В 6 часов 20 минут астронавты добрались да места и начали снимать несколько слоёв термоизоляции, под которой находится площадка, где будет установлен коннектор для манипулятора станции. В 6 часов 40 минут Фьюстел и Финк возвратились в шлюзовой модуль, чтобы забрать коннектор, который имеет круглую форму диаметром около одного метра. В 6 часов 50 минут астронавты вернулись на модуль «Заря» и начали установку коннектора. В 6 часов 59 минут установка была закончена. Астронавты подключили к коннектору силовые и информационные кабели. Астронавты подключили к коннектору также оптоволоконный кабель, по которому будет передаваться видеосигнал. В 7 часов 25 минут работы по установке и подключению коннектора были закончены. Манипулятор станции получил ещё одну базовую точку, на которую он сможет переместиться и работать на российском сегменте станции.
В 7 часов 45 минут Фьюстел и Финк перешли ко второму заданию — прокладка резервного силового кабеля на левой стороне станции от американского сегмента к российскому.

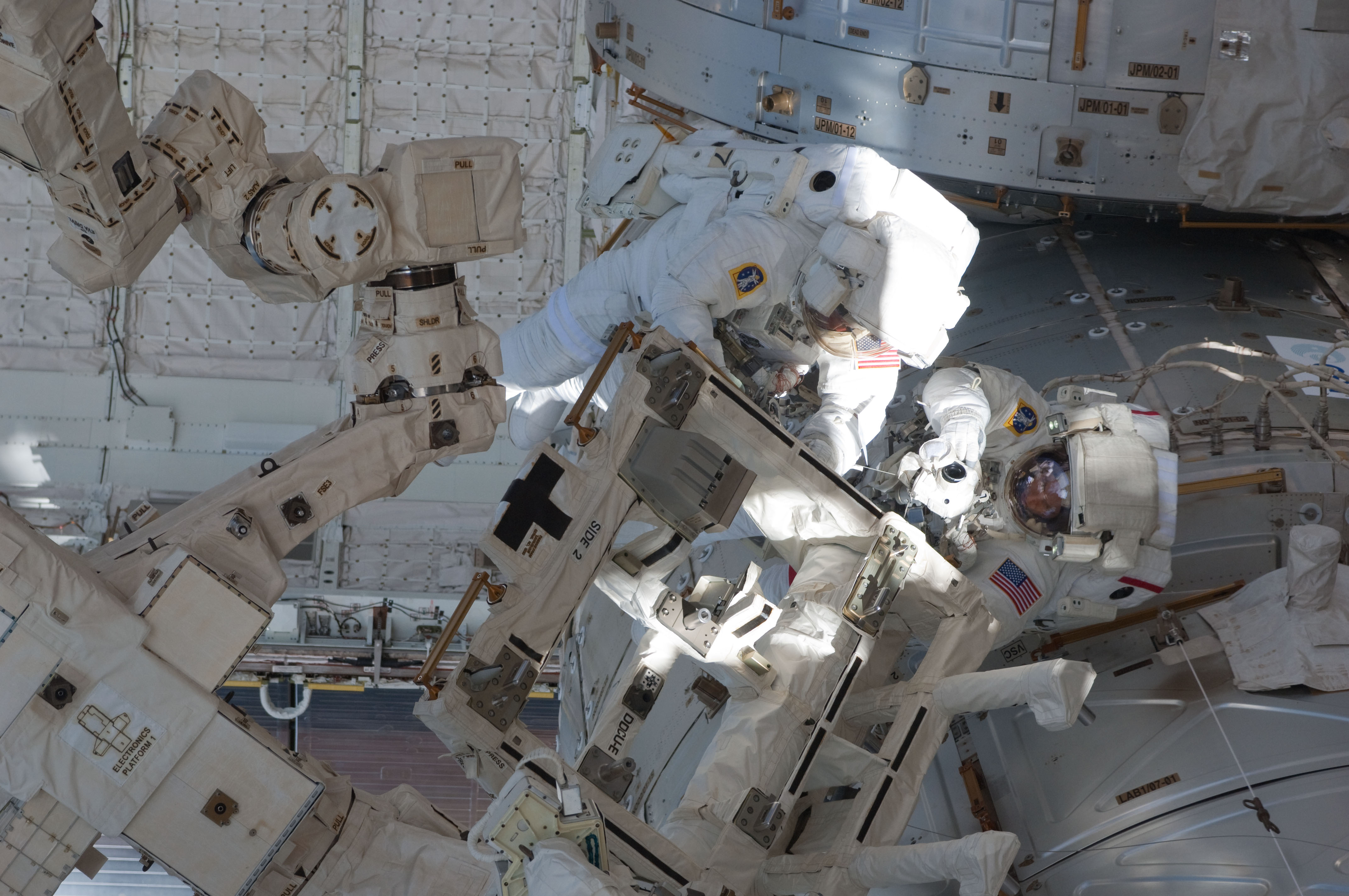
Майкл Финк и Эндрю Фьюстел работают в открытом космосе

В 8 часов 43 минуты астронавты на модуль «Дестини» и начали подключать кабели к антеннам беспроводной связи, которые были установлены во время первого выхода в открытый космос. В 9 часов 20 минут это задание было выполнено.
В 9 часов 40 минут Фьюстел и Финк проложили ещё один резервный силовой кабель на правой стороне станции.
Выход прошёл без задержек с опережение графика. Астронавты получили дополнительные задания. Фьюстел с помощью инфракрасной камеры делал снимки эксперимента на транспортной платформе № 3. Финк устанавливал теплоизоляцию на резервуаре с газом высокого давления. В 12 часов 3 минуты дополнительные задания были выполнены. Астронавты направились в шлюзовую камеру. В 12 часов 33 минуты был закрыт люк шлюзовой камеры.
Выход закончился в 12 часов 37 минут. Продолжительность выхода составила 6 часов 54 минуты.
Это был 158 выход в открытый космос, связанный с МКС, 247 американский выход, 117 выход из МКС.
Суммарное время выходов в открытый космос Фьюстела составило 42 часа 18 минут, Финка — 41 час 13 мнут.

### Одиннадцатый день полёта
23:56 25 мая — 15:56 26 мая

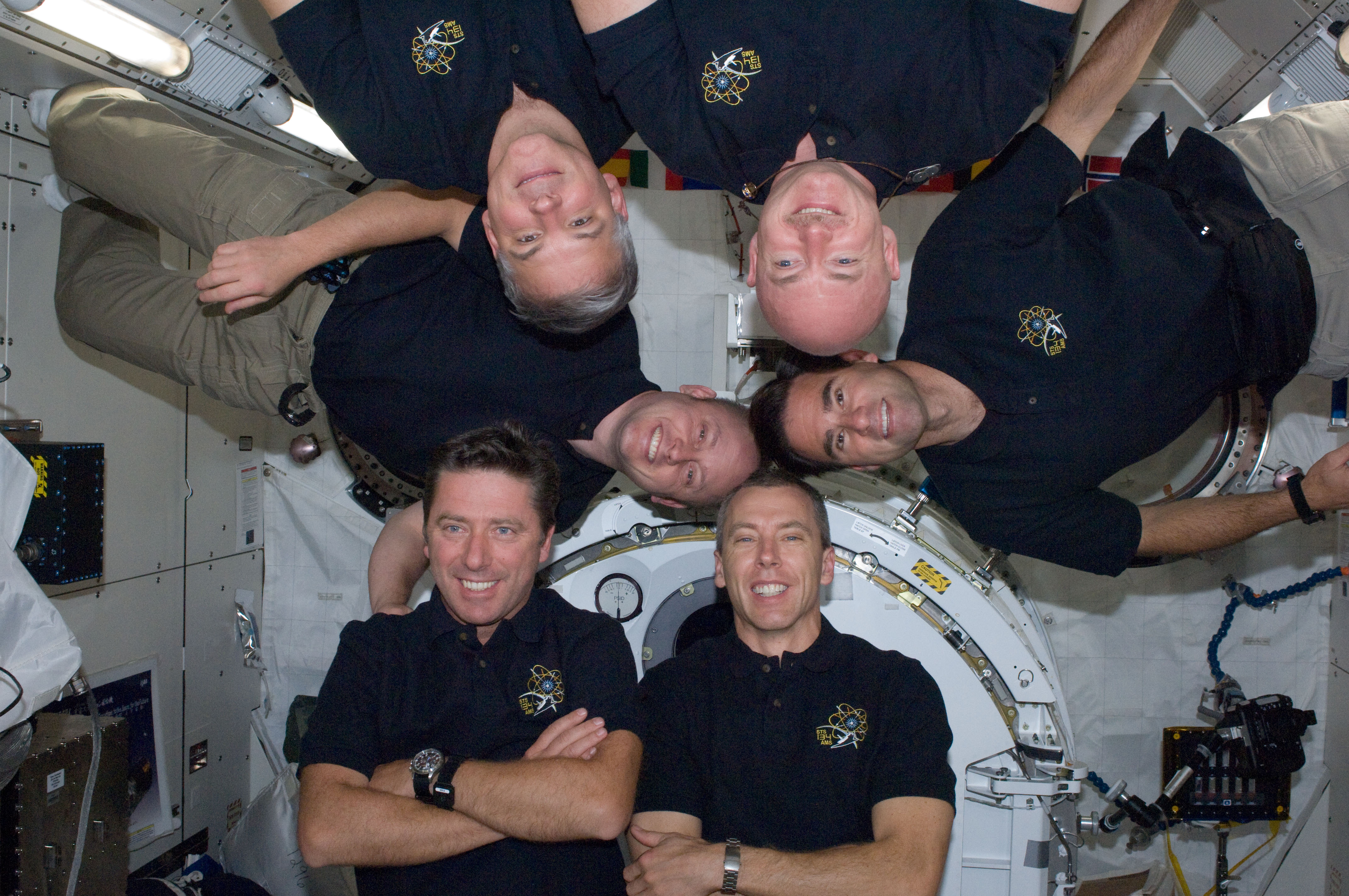
Традиционный портрет экипажа в невесомости

Астронавты проводили заключительное послеполётное обследование теплозащитного покрытия «Индевора». Это обследование должно подтвердить, что теплозащита шаттла не была повреждена микрометеоритами или космическим мусором.
Обследование началось в 2 часа. Обследование проводилось с помощью камер и сканера, установленных на удлинителе манипулятора шаттла. В первую очередь было обследовано правое крыло шаттла.
С 3 часов, в течение получаса, командир «Индевора» Марк Келли давал интервью телевизионным каналам города Тусон.
В 4 часа 30 минут было закончено обследование правого крыла шаттла. Астронавты перешли к обследованию носа шаттла, затем левого крыла. Обследование было закончено в 6 часов 20 минут.
Майкл Финк и Грегори Шэмитофф подготавливали скафандры и инструменты к предстоящему на следующий день четвёртому выходу в открытый космос.

### Двенадцатый день полёта
23:56 26 мая — 15:56 27 мая
В этот день Майкл Финк превзошёл рекорд суммарной продолжительности космических полётов для американских астронавтов. До этого дня рекорд удерживала Пегги Уитсон — 376 суток 17 часов. До конца полёта (1 июня) суммарная продолжительность космических полётов Майкла Финка составит около 382 суток. Абсолютный рекорд принадлежит российскому космонавту Сергею Крикалёву — 803 суток 9 часов 42 минуты.
День четвёртого выхода в открытый космос. Плановая продолжительность выхода — шесть с половиной часов. Выходящие астронавты Майкл Финк и Грегори Шэмитофф. Для Финка это девятый выход, для Шэмитофф — второй. Цель выхода — переноска и установка удлинителя (длина удлинителя около 15 м) манипулятора шаттла на ферменной конструкции станции. Второе задание — снятие коннектора манипулятора с сегмента Р6, переноска его на сегмент S1.

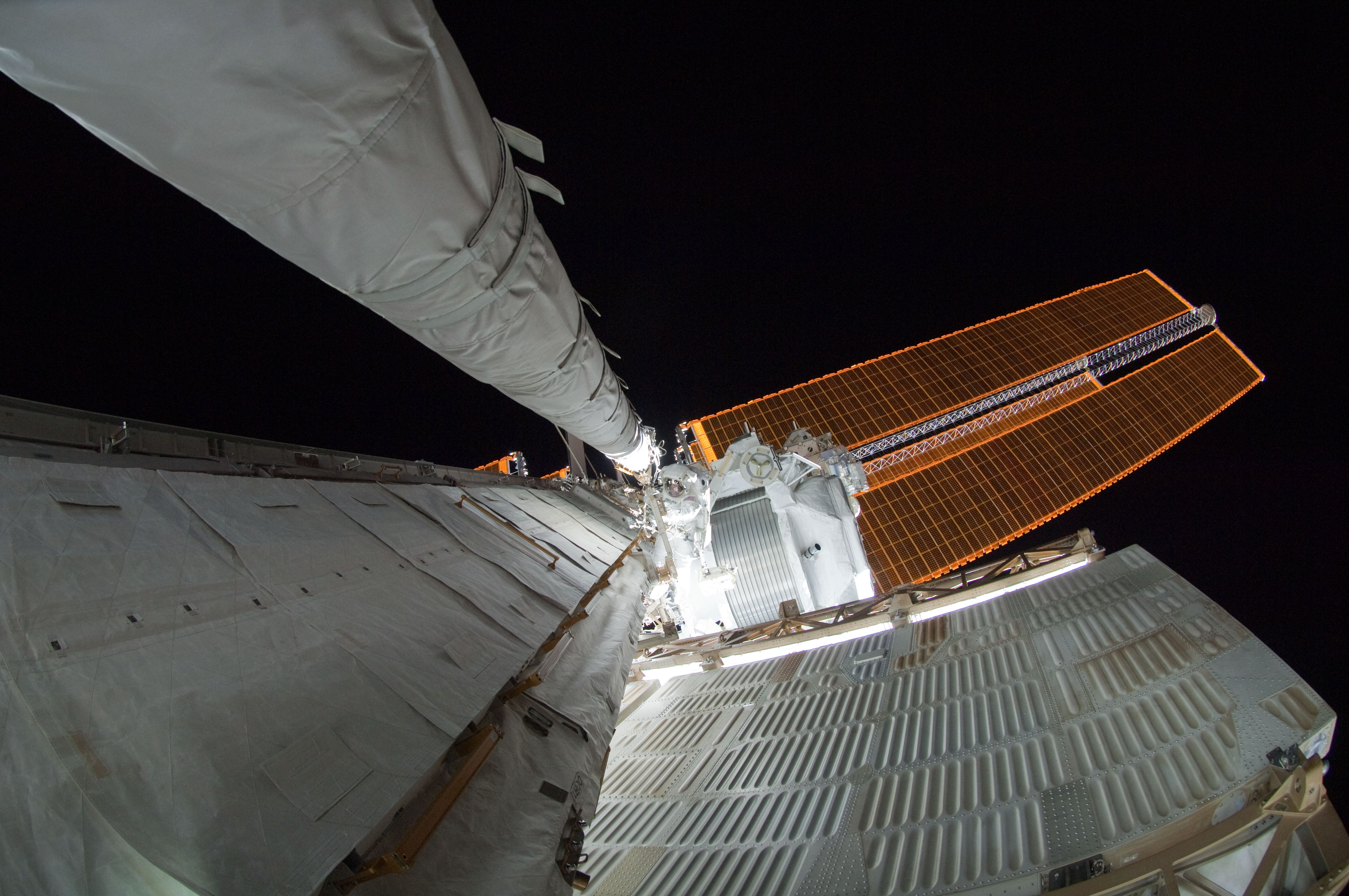
Майкл Финк в открытом космосе

В 1 час 50 минут Финк и Шэмитофф начали одевать скафандры. Им помогали Марк Келли, Эндрю Фьюстел и Роналд Гаран. Подготовка к выходу проходила с опережением графика, поэтому начало выхода перепланировано на полчаса раньше (вместо 4 часов 45 минут на 4 часов 15 минут). В 3 часа 44 минут началась откачка воздуха из шлюзового модуля. Выход начался в 4 часа 15 минут. Астронавты направились на правую ветвь ферменной конструкции станции. В это же время удлинитель, с помощью манипулятора станции был поднят из грузового отсека «Индевора» и перенесён к месту установки. В 5 часов 9 минут удлинитель был над местом, где он должен быть установлен. В 5 часов 15 минут Финк и Шэмитофф начали закреплять удлинитель на сегменте S1. В 5 часов 37 минут манипулятор станции, которым управлял Грегори Джонсон, был отсоединён и отведён от удлинителя. В 5 часов 42 минуты удлинитель был закреплён на сегменте S1. Астронавты начали отключать кабели от удлинителя и заземлять его.
В 6 часов 20 минут Шэмитофф закрепил себя на роботе-манипуляторе станции и начал перемещаться на противоположную (левую) ветвь ферменной конструкции станции, к сегменту Р6. В ту же сторону направился и Финк. В 6 часов 49 минут астронавты добрались до сегмента Р6, расположенного на самом дальнем краю ферменной конструкции станции. Астронавты открутили четыре болта, удерживающие коннектор на сегменте Р6. В 7 часов 16 минут Финк, с привязанным к нему коннектором, отправился в обратный путь к сегменту Р3. На сегменте Р3 Финк передал коннектор Шэмитоффу, который закреплён на манипуляторе.

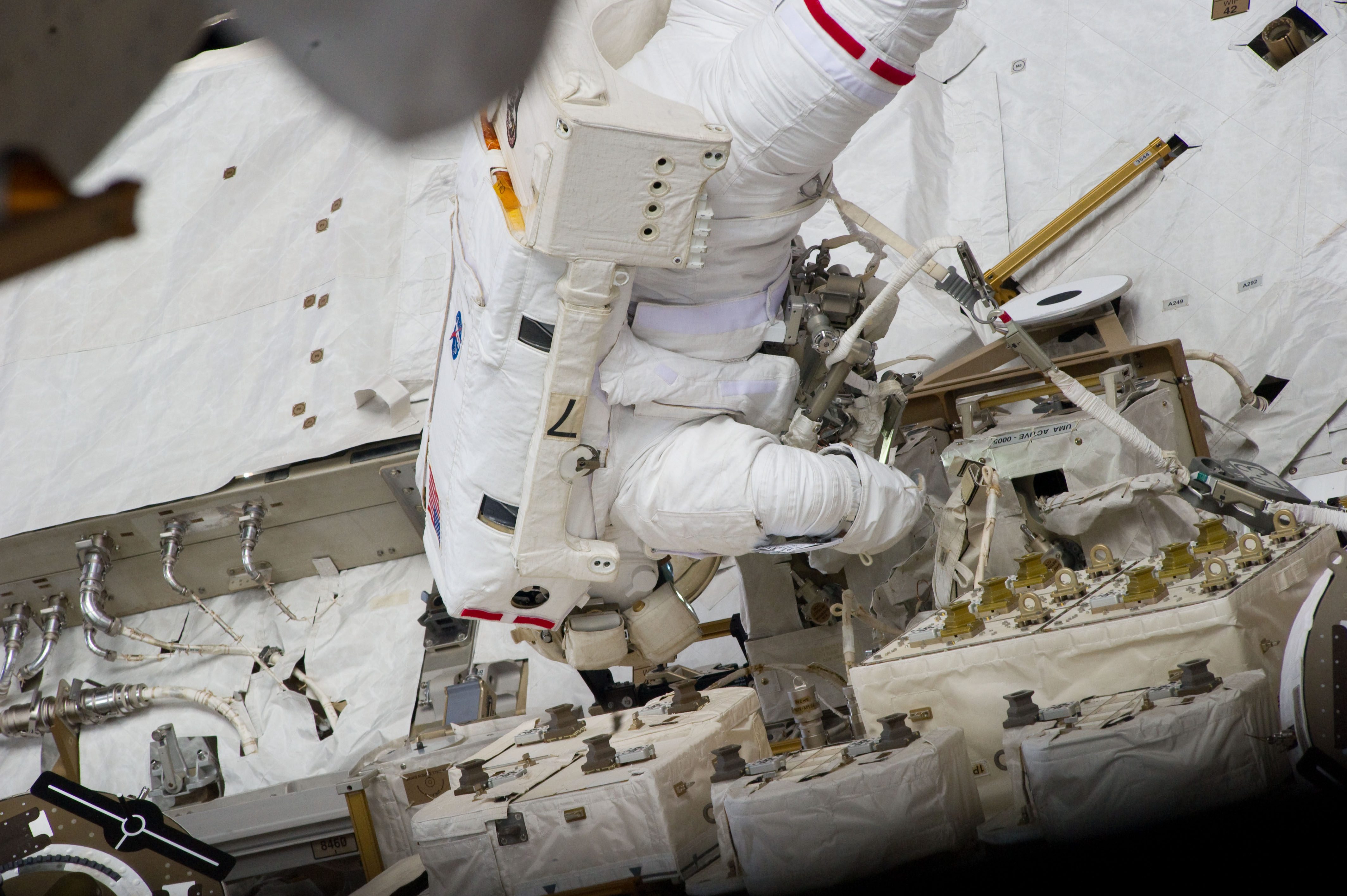
Грегори Шэмитофф в открытом космосе

В 8 часов 3 минуты астронавты направились к сегменту S1. В 8 часов 19 минут Шэмитофф начал откручивать шесть болтов, чтобы снять коннектор с удлинителя. В 8 часов 31 минуту место для установки коннектора — свободно. Из центра управления передали, что астронавты отстают от графика на 45 минут. 9 часов 15 минут замена коннектороа на удлинителе манипулятора завершена. Теперь манипулятор станции может использовать удлинитель на полную длину — 15 метров (50 футов). Ранее планировалось, что снятый с удлинителя коннектор должен был быть помещён в грузовой отсек шаттла, но из-за отставания от графика решено — оставить коннектор в шлюзовом модуле станции. Шэмитов отправился к шлюзовому модулю, чтобы пополнить запас кислорода. Затем астронавты направились к транспортной платформе (ELC-3) на сегменте Р3. В 10 часов 16 минут Финк начал отвинчивать запасной удлинитель, который доставлен на станцию на транспортной платформе. В 10 часов 32 минуты работа была завершена. Астронавты направились в шлюзовой модуль. В 11 часов 24 минут астронавты вернулись в шлюзовой модуль и закрыли люк.
Выход закончился в 11 часов 39 минут. Продолжительность выхода составила 7 часов 24 минуты.
Это был 159 выход в открытый космос, связанный с МКС, 248 американский выход, 118 выход из МКС.
Суммарное время выходов в открытый космос Финка составило 48 часов 37 минут, Шэмитоффа — 13 часов 43 мнуты.
Общее время четырёх выходов в открытый космос осуществлённых во время миссии составило 28 часов 44 минуты.
Общее время 159 выходов в открытый космос, связанных с МКС, в которых участвовали астронавты и космонавты из США, России, Европейских стран, Японии и Канады, составило 1002 часа 37 минут.
После анализа изображений, полученных в ходе послеполётного обследования, объявлено, что «Индевор» может безопасно приземляться, теплозащитное покрытие не имеет повреждений, угрожающих безопасности астронавтов.

### Тринадцатый день полёта
23:56 27 мая — 15:56 28 мая
В 1 час 15 минут начался разговор командира шаттла Марка Келли и пилота Грегори Джонсон со студентами и преподавателями университета штата Аризона.
В 12 часов 46 минут Грегори Джонсон отвечал на вопросы корреспондентов телевизионных каналов штатов Мичиган и Огайо.
Астронавты занимались ремонтом системы очистки атмосферы станции от диоксида углерода, паковали скафандры и инструменты, которые использовались для выходов в открытый космос, переносили оборудование и материалы из шаттла в станцию и в обратном направлении.

### Четырнадцатый день полёта
23:56 28 мая — 15:26 29 мая
Астронавты заканчивали переноску оборудования и материалов из шаттла в станцию и в обратном направлении.
С помощью двигателей «Индевора» орбита станции была поднята на 945 м (3100 футов).
Подготовка к закрытию люка между станцией и шаттлом и к отстыковке.
Вскоре после 11 астронавты шаттла попрощались с экипажем станции. В 11 часов 23 минуты был закрыт люк между станцией и шаттлом. Люк между станцией и шаттлом был открыт в течение 10 суток 23 часов 45 минут.

### Пятнадцатый день полёта
23:26 29 мая — 14:56 30 мая
После расстыковки запланировано испытание новой системы навигации (Sensor Test for Orion Relative Navigation Risk Mitigation, STORRM), которая разрабатывается в НАСА для следующего поколения космических кораблей. Новая система состоит из высокоразрешающей камеры и лазера, которые расположены в грузовом отсеке «Индевора», и программного обеспечения. Система предназначена для измерения расстояния и скорости сближения между двумя космическими аппаратами во время стыковки. Система действует на расстоянии от 8 км (5 миль) до 1,8 м (6 футов). Ко времени расстыковки, устройство записи информации от камеры вышло из строя, поэтому камера была выключена.
В 3 часа 19 минут комплекс шаттл+МКС был развёрнут на 180°, в положение — шаттл впереди станции по направлению движения.
Расстыковка в 12 часов.

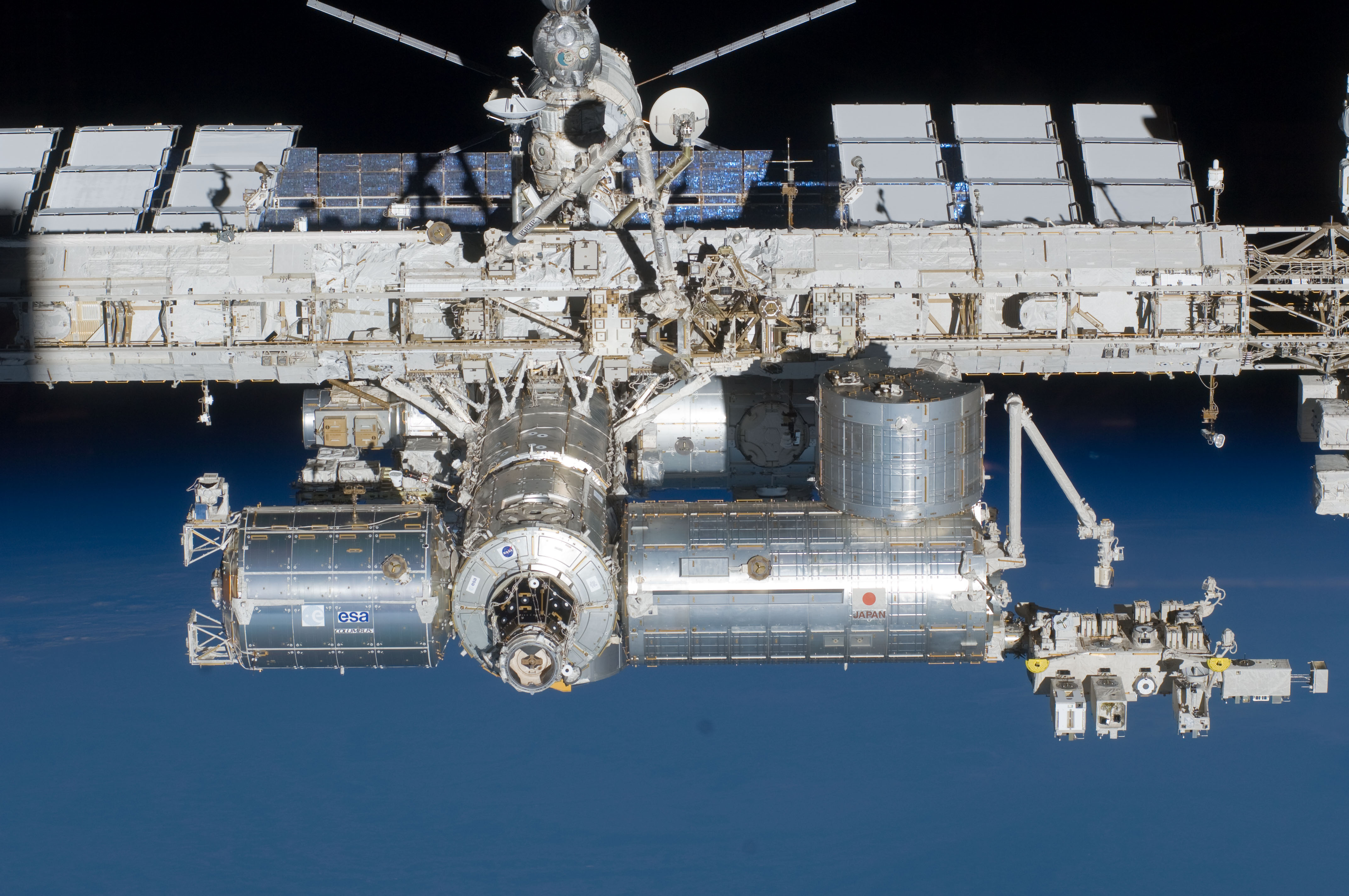
МКС после расстыковки

В 12 часов 29 минут начало облёта станции.
Отстыковка шаттла «Индевор» от МКС состоялась в 3 часа 55 минут.
В это время шаттл и станция пролетали над Боливией. Общее время в состыкованном состоянии составило 11 суток 17 часов 41 минута. Это был двенадцатый визит «Индевора» к МКС.
В 4 часа 8 минут «Индевор» удалился на 55 м (180 футов) от станции. В 4 часа 10 минут расстояние между «Индевор» и МКС составляло 122 м (400 футов).
В 4 часа 22 минуты под управлением пилота Грегори Джонсона «Индевор» начал традиционный круговой облёт МКС. В 4 часа 22 минуты «Индевор» находился на расстоянии 149 м (490 футов) от станции. В 4 часа 32 минуты «Индевор» находился над МКС. В 4 часа 42 минуты «Индевор» находился сзади станции, станция и «Индевор» пролетали над Вьетнамом. В 4 часа 55 минут «Индевор» находился под станцией. В это время «Индевор» и станция пролетали над Австралией. В 5 часов 8 минут «Индевор» находился впереди станции на расстоянии 213 м (700 футов), и заканчивал облёт станции. Были включены двигатели шаттла и он удалился от станции. В 5 часов 34 минуты второй раз были включены двигатели шаттла и он ушёл от станции. «Индевор» находился на расстоянии 1800 м (6000 футов) — позади и над станцией. В 5 часов 33 минуты «Индевор» находился на расстоянии 3 км (10000 футов) от станции. В 6 часов 39 минут двигатели «Индевора» были включены и он вновь начал приближаться к станции с целью тестирования новой системы навигации. Возвращение к станции осуществлялось под контролем системы навигации шаттла, новая система использовалась только для сбора информации. В 7 часов 3 минуты «Индевор» находился на расстоянии около 9 км (30000 футов) позади станции, в это время была проведена коррекция траектории сближения. В 7 часов 22 минуты «Индевор» находился на расстоянии около 5,5 км (18000 футов) позади станции. В 7 часов 32 минуты «Индевор» находился на расстоянии около 3,1 км (10200 футов) от станции. В 8 часов «Индевор» находился на расстоянии около 1,6 км (1 миля) от станции. «Индевор» и станция пролетали над югом Австралии. В 8 часов 22 минуты «Индевор» находился на расстоянии около 300 м (1000 футов) под станцией. В 8 часов 25 минут «Индевор» находился на минимальном расстоянии от станции — 290 м (950 футов). В 8 часов 39 минут были включены двигатели «Индевора» и он окончательно ушёл от станции.

### Шестнадцатый день полёта
22:56 30 мая — 13:56 31 мая
Астронавты готовились к возвращению на Землю. Они проверяли системы «Индевора», задействованные при приземлении, укладывали инструменты и приборы.
В 1 час 7 минут началась пресс-конференция экипажа «Индевора». Астронавты отвечали на вопросы корреспондентов ABC News, CBS News, CNN, NBC News и FOX News Radio.
Прогноз погоды благоприятный для приземления «Индевора». Согласно прогнозу во Флориде в среду, 1 июня, ожидался ветер 3,1 м/с (6 узлов), порывы до 5,1 м/с (10 узлов), высота облачного покрова 609 м (2000 футов).
В Калифорнии, в районе запасного места приземления на военно-воздушной базе Эдвардс, 1 июня ожидалась благоприятная погода.
1 июня приземление планировалось только во Флориде, на взлётно-посадочной полосе № 15 в космическом центре имени Кеннеди. Возможность приземления в Калифорнии принималось во внимание, начиная с четверга, 2 июня. Ресурсов шаттла было достаточно для продолжения полёта до 4 июня.
1 июня «Индевор» имел две возможности приземления во Флориде:
- виток 248, тормозной импульс в 5 часов 29 минут, приземление в 6 часов 35 минут
- виток 249, тормозной импульс в 7 часов 6 минут, приземление в 8 часов 11 минут.

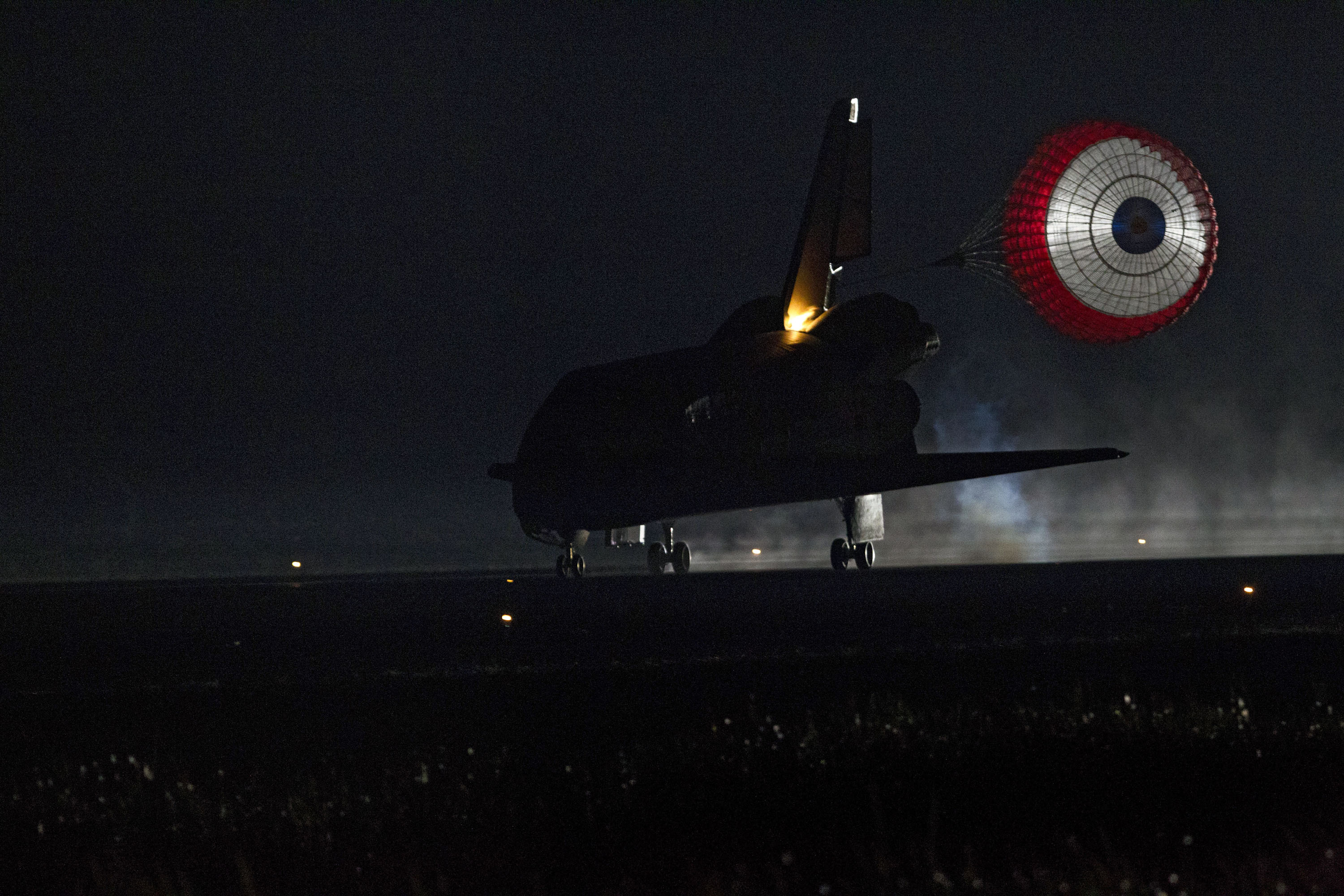
Последняя посадка «Индевора»

2 июня «Индевор» имел две возможности приземления во Флориде:
- виток 263, тормозной импульс в 4 часа 20 минут, приземление в 5 часов 23 минут
- виток 264, тормозной импульс в 5 часов 56 минут, приземление в 6 часов 58 минут.

2 июня «Индевор» имел две возможности приземления в Калифорнии:
- виток 265, тормозной импульс в 7 часов 26 минут, приземление в 8 часов 28 минут
- виток 266, тормозной импульс в 9 часов 1 минута, приземление в 10 часов 3 минуты.

### Семнадцатый день полёта
22:56 31 мая — 06:35 1 июня
В 1 час 30 минут экипаж «Индевора» приступил к последним приготовлениям к возвращению на землю. «Индевору» предстояла ночная посадка — 2 часа 35 минут ночи по времени космодрома. На прямой связи с экипажем «Индевора» находится кэпком  Барри Уилмор.
Астронавт Фредерик Стеркоу, который на самолёте Т-38 наблюдал динамику развития погоды в районе космодрома, сообщил, что погодные условия остаются благоприятными для приземления: переменная облачность на высоте от 760 м (2500 футов) до 7600 м (25000 футов), скорость ветра 3,1 м/с (6 узлов) порывы до 5,1 м/с (10 узлов).
В 2 часа 48 минут был закрыт грузовой отсек «Индевора». В 3 часа 57 минут астронавты начали надевать скафандры.
В 4 часа 45 минут руководитель полёта принял решение о приземлении «Индевора» на 248 витке в 6 часов 35 минут. В 4 часа 45 минут «Индевор» пролетал над северной Атлантикой и начал свой последний виток вокруг земли. Далее он двигался в сторону Европы, России, Индии и Индийского океана. В 5 часов 10 минут «Индевор» развернулся перед тормозным импульсом.
Двигатели на торможение были включены в 5 часов 29 минут и отработали 2 минуты 38 секунд. «Индевор» сошёл с орбиты и устремился к земле. В 5 часов 45 минут «Индевор» пролетел над югом Австралии. В 5 часов 50 минут высота полёта — 267 км (166 миль). В 5 часов 54 минуты высота — 215 км (134 миль). В 5 часов 55 минут «Индевор» развернулся в положение для входа в атмосферу: днищем вниз, нос — вперёд и вверх под углом 40°. В 5 часов 58 минут высота — 172 км (107 миль). В 6 часов 3 минуты высота — 122 км (40000 футов), скорость М=25, «Индевор» вошёл в верхние слои атмосферы. В 6 часов 8 минут «Индевор» находился на высоте 80 км (50 миль), на расстоянии 5953 км (3700 миль) от места приземления, его скорость — 27353 км/ч (17000 миль/ч) и пролетал над Тихим океаном в направлении юго-запад — северо-восток.
В 6 часов 11 минут «Индевор» находился на высоте 72 км (45 миль), на расстоянии 4666 км (2900 миль) от места приземления, его скорость — 26065 км/ч (16200 миль/ч). В 6 часов 12 минут «Индевор» пересекает экватор, западнее Галапагосских островов.
В 6 часов 16 минут «Индевор» находился на высоте 67 км (42 мили), на расстоянии 2500 км (1546 мили) от места приземления, его скорость — 22526 км/ч (14000 миль/ч). В 6 часов 16 минут «Индевор» пролетел над югом Мексики, затем над Карибским морем западнее Кубы. В 6 часов 22 минуты «Индевор» находился на высоте 51 км (32 мили), на расстоянии 740 км (460 мили) от места приземления, его скорость — 11745 км/ч (7300 миль/ч). В 6 часов 25 минут «Индевор» находился на высоте 42 км (26 мили), на расстоянии 391 км (243 мили) от места приземления, его скорость — 7400 км/ч (4600 миль/ч). «Индевор» достиг Флориды. В 6 часов 29 минут «Индевор» находился на высоте 22 км (14 миль), на расстоянии 111 км (69 миль) от места приземления, его скорость — М=1,9.
Под управлением Марка Келли, «Индевор» сделал разворот на 245° и в 6 часов 35 минут опустился на взлётно-посадочную полосу № 15 космического центра имени Кеннеди.

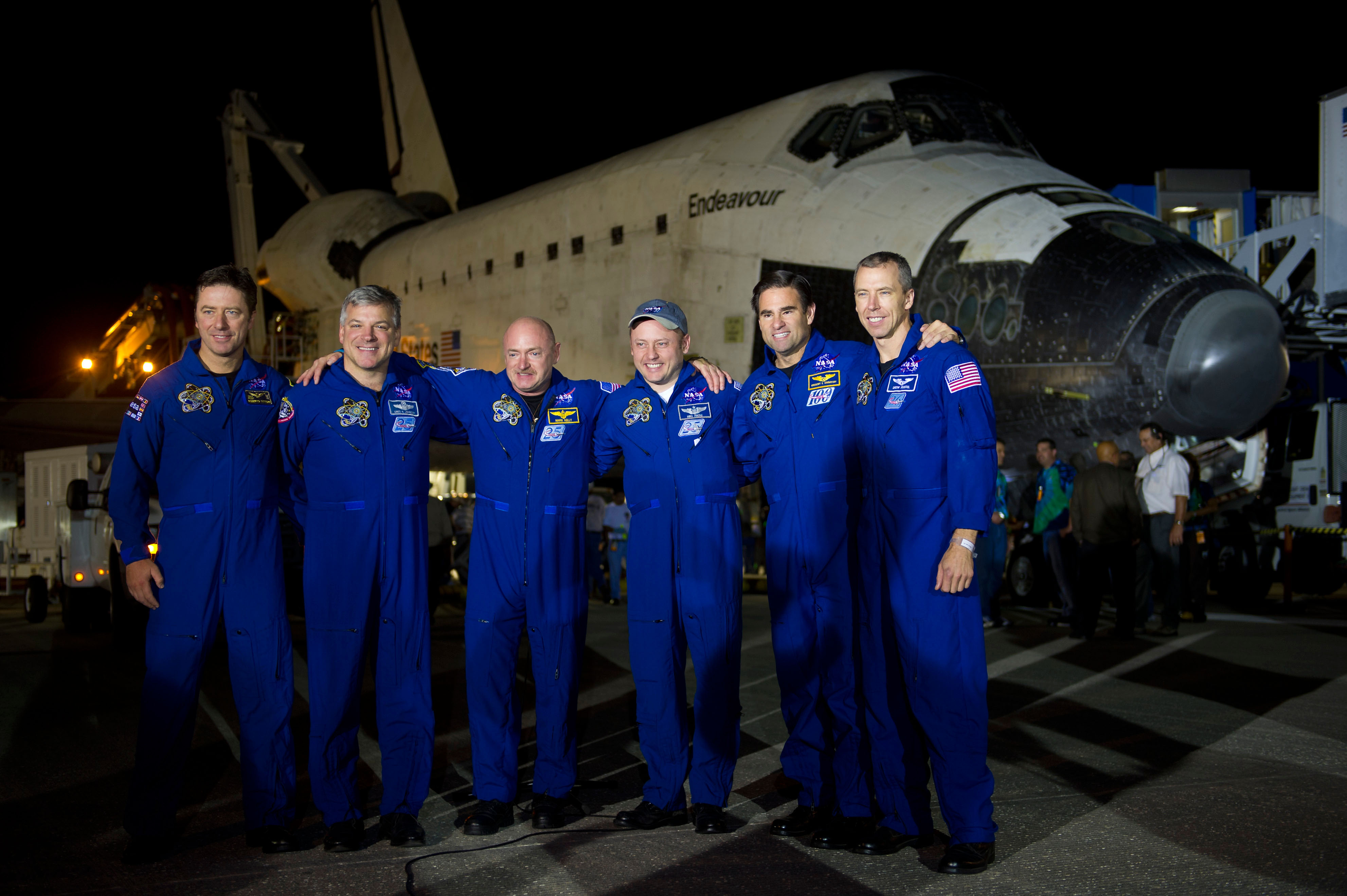
Экипаж после приземления

Полёт продолжался 15 суток 17 часов 38 минут. «Индевор» пролетел 10,5 млн км (6510221 миль).
В 7 часов 20 минут астронавты покинули шаттл и проследовали в специальный автобус, где они прошли медицинский осмотр. В 8 часов 14 минут астронавты вышли на ВПП и совершили традиционный обход своего корабля.

## Итоги
«Индевор» двадцать пятый раз вернулся из космоса. Первый полёт «Индевор» совершил в мае 1992 года. За 25 полётов «Индевор» совершил 4671 витков вокруг земли, провёл в космосе 299 суток и преодолел 198 млн км (122883151 миль).
Это был третий полёт Майкла Финка, его суммарное (за три полёта) время в космосе составило 381 сутки 15 часов 10 минут (9159 часов 10 минут). На момент полёта это был рекорд для американских астронавтов. На данный момент Финк занимает лишь пятое место после Пегги Уитсон (665 дней), Джеффа Уильямса (534 дня), Марка Ванде Хая (523 дня) и Скотта Келли (520 дней). Марк Ванде Хай и Скотт Келли провели на орбите почти по году — 355 дней и 320 дней соответственно.
По окончании полёта шаттл «Индевор» встал на вечную стоянку в Калифорнийском научном центре в Лос-Анджелесе.

## Занимательные факты
Если судить по фильму-катастрофе «Падение Луны» 2022 года режиссёра Роланда Эммериха, то это был предпоследний полёт для шаттла «Индевор». В фильме челнок стартует ещё раз, с частично неработающими двигателями, после чего взрывается в космосе после столкновения с обломками Луны.